# Collezione Aldobrandini

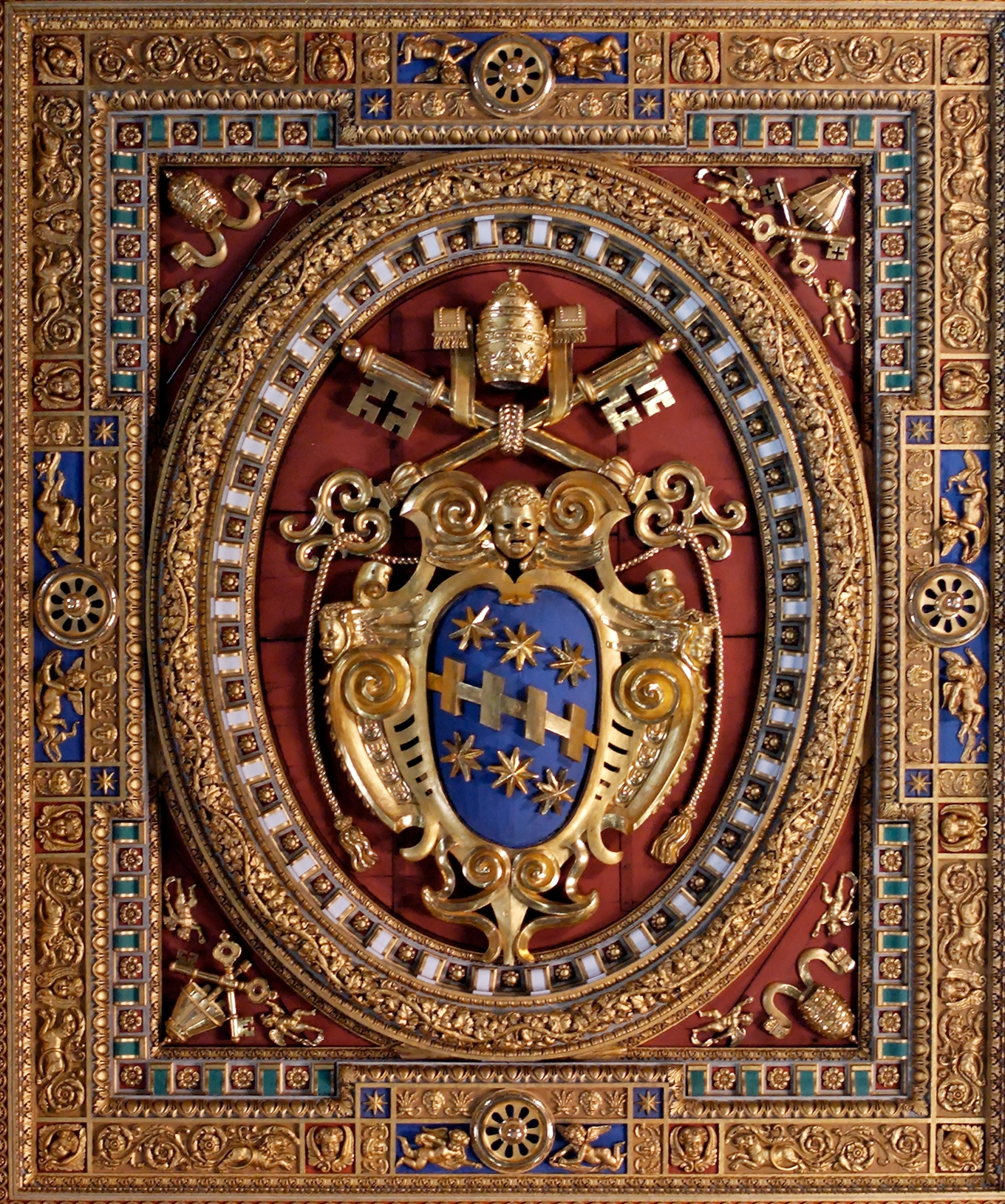
Stemma papale di Casa Aldobrandini in San Giovanni in Laterano, Roma.

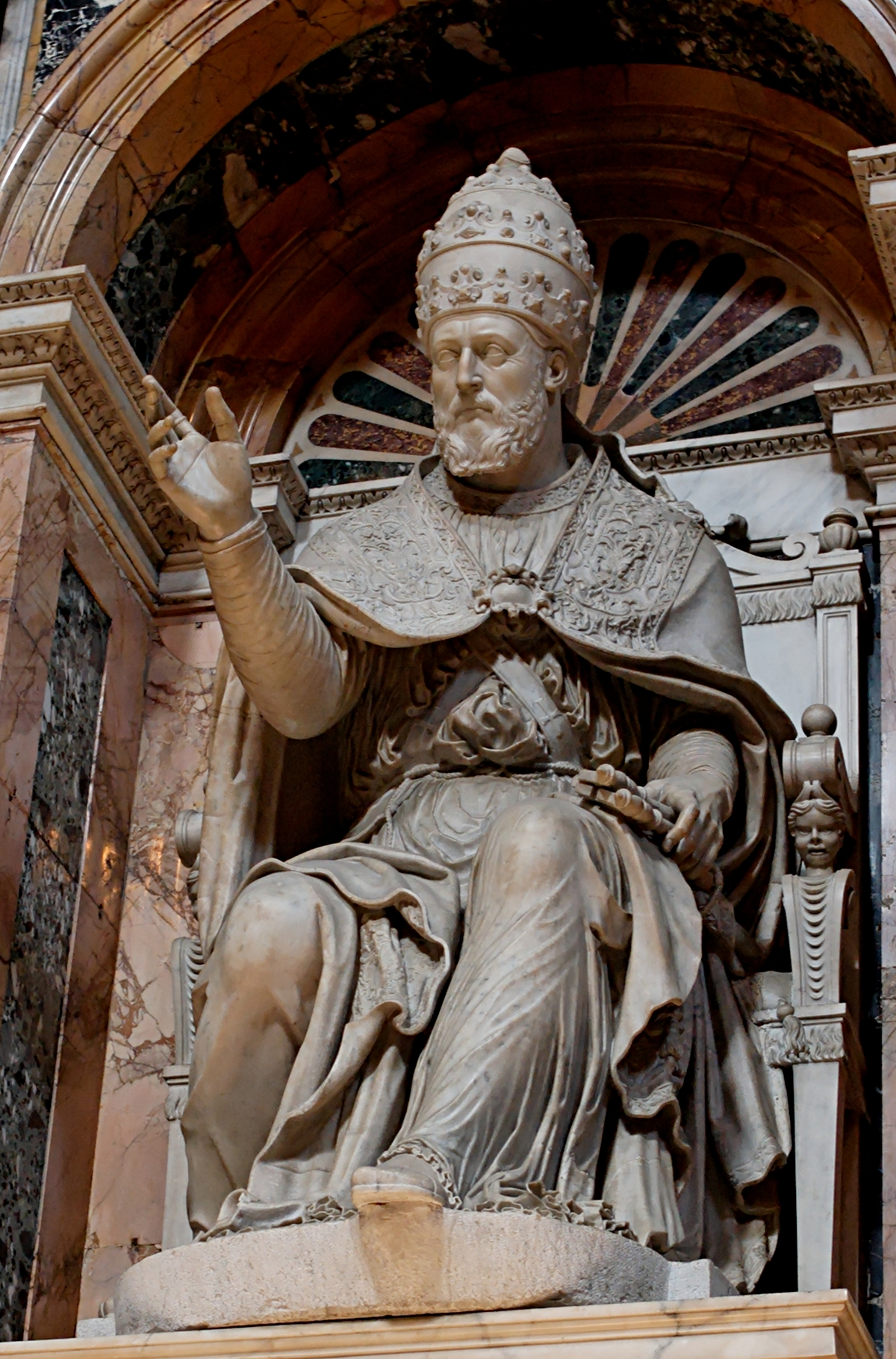
Statua di papa Clemente VIII, nato Ippolito Aldobrandini. Dettaglio del suo monumento funebre in Santa Maria Maggiore, Roma.

La collezione Aldobrandini è stata una collezione d'arte nata sul finire del Cinquecento e appartenuta alla famiglia romana di origini fiorentine-marchigiane degli Aldobrandini. 
Costituitasi a seguito di un notevole lascito di opere provenienti dalla collezione d'Este di Ferrara, quella Aldobrandini è tra le prime collezioni d'arte a inaugurare la grande stagione del mecenatismo romano del Seicento. La figura di Pietro Aldobrandini, cardinal nipote di papa Clemente VIII, fu il perno attorno al quale ruotò l'intera raccolta.
La collezione durò relativamente poco, meno di un secolo, fino all'estinzione della linea maschile diretta della famiglia. Nel 1682 con il lascito post mortem di Olimpia Aldobrandini, ultima proprietaria della raccolta, questa con anche le proprietà familiari fu in gran parte divisa tra le collezioni Borghese e quelle Pamphilj, in quanto ereditata dai figli in prime e seconde nozze della stessa nobildonna.

## Storia

### Cinquecento

#### L'acquisizione della collezione d'Este (1598)

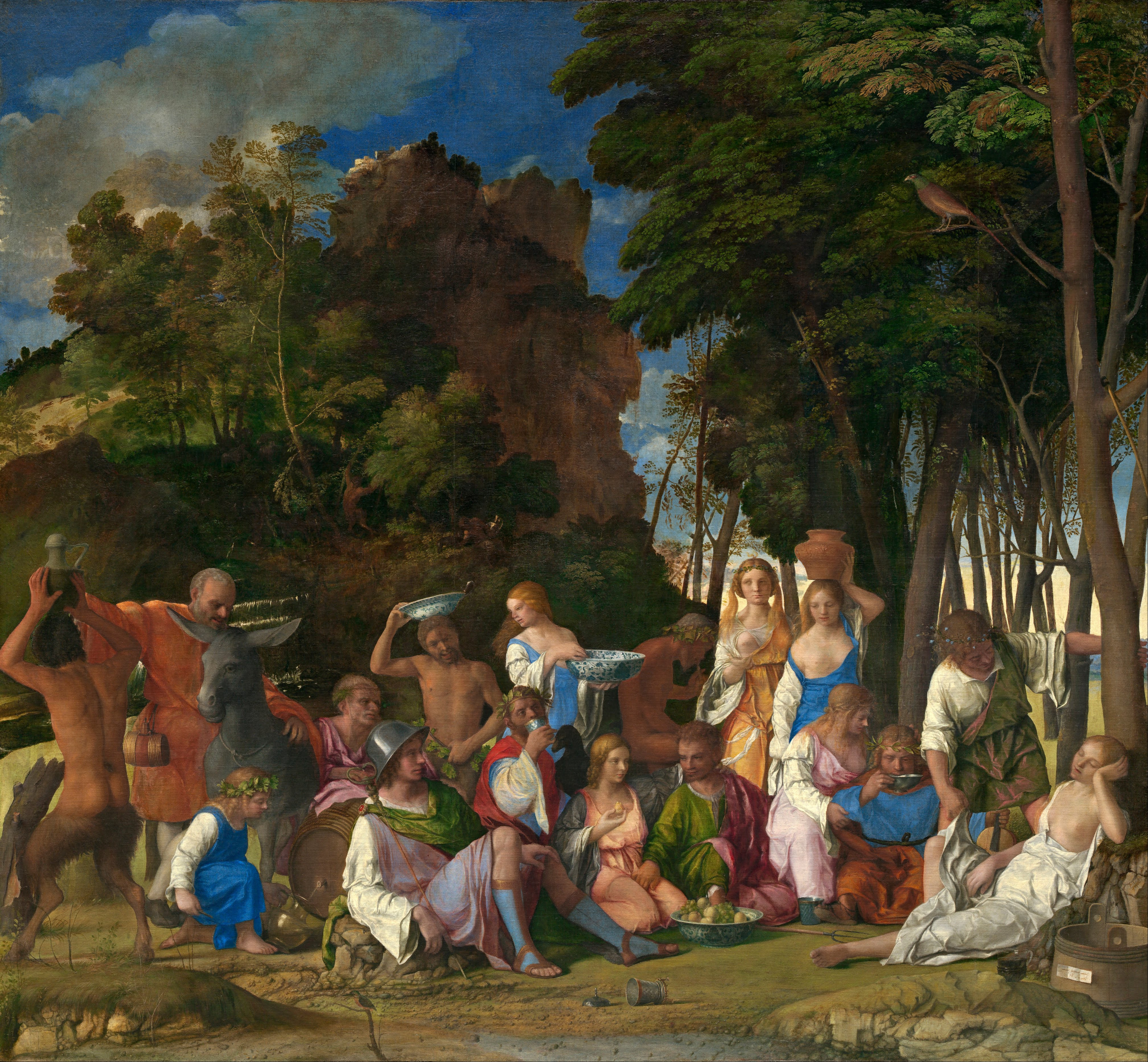
Festino degli dei, Giovanni Bellini

Nel 1598, sotto il pontificato di papa Clemente VIII, nato Ippolito Aldobrandini, avvenne la devoluzione di Ferrara allo Stato della Chiesa con il conseguente trasferimento della corte estense a Modena.
Molte opere presenti nelle residenze dei duchi di Ferrara furono quindi sequestrate illegalmente per confluire nella nascente collezione Aldobrandini. Tra queste vi furono anche quelle dei noti camerini d'alabastro di Alfonso I d'Este, dove pervennero in data 25 novembre 1598 le cinque tele con scene di baccanali: una di Giovanni Bellini, il Festino degli dei, tre di Tiziano, Bacco e Arianna, Baccanale degli Andrii e Baccanale con la festa di Venere, e una di Dosso Dossi mai più rintracciata.
Altre opere che entrarono nella collezione Aldobrandini furono invece donate per testamento dalla sorella del duca, Lucrezia d'Este (morta a febbraio del 1598), al legato pontificio e cardinal nipote Pietro Aldobrandini, tra cui figuravano per lo più dipinti di scuola ferrarese e veneta, tra cui di Dosso Dossi (Adorazione del Bambino), di Bassano (Annuncio ai pastori), di Garofalo (Sacra Famiglia con santi) e svariate copie di dipinti famosi, come quello della Maddalena di Tiziano delle collezioni urbinate (proveniente dalla collezione d'Este). Tra le opere che invece non giunsero all'Aldobrandini vi furono quelle commissionate dalla famiglia estense per le chiese locali.
Con questo nucleo di dipinti, portato già durante l'estate del 1598 a Roma, si avvia la stagione mecenatistica della famiglia Aldobrandini e, più in generale, assieme alle contemporanee Borghese e Giustiniani e ad altre cinquecentesche, la grande stagione del collezionismo romano del XVII secolo.

### Seicento

#### Il trasferimento delle opere a Roma e la costruzione delle residenze familiari

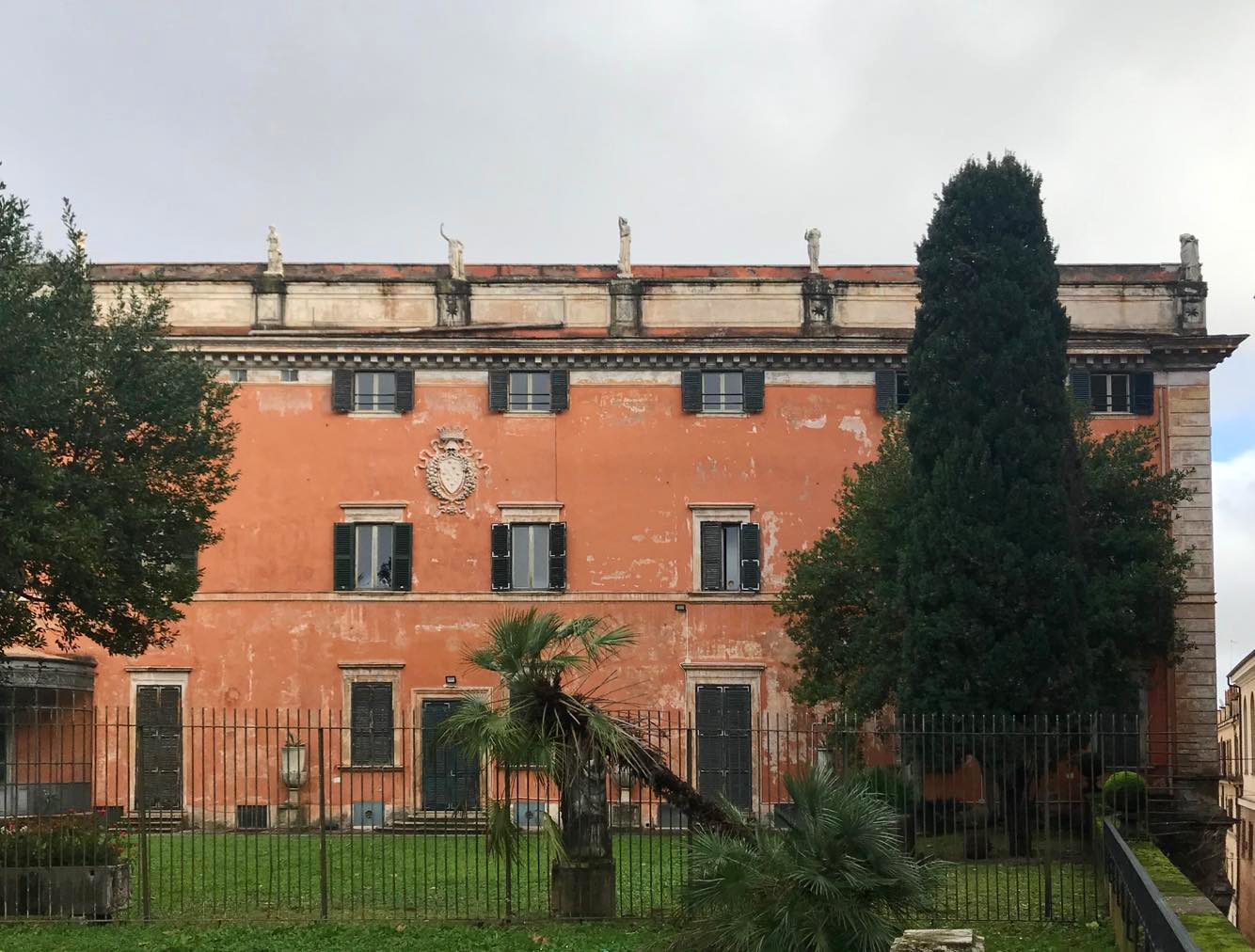
L'edificio principale della villa Aldobrandini a Magnanapoli (Roma)

Trasferite a Roma le opere estensi già nei primi del Seicento, le tele non trovarono collocazione immediata in una residenza familiare in quanto gli Aldobrandini non disponevano ancora di una dimora adatta (l'unica loro proprietà immobiliare era il costruendo palazzo, divenuto Chigi, nei pressi di Campo Marzio, i cui lavori furono poi interrotti prima del suo completamento).

Si suppone che i dipinti fossero nel palazzo Apostolico in Vaticano in attesa che fossero costruite le tre importanti edificazioni volute da Pietro Aldobrandini: la villa a Magnanapoli, quella a Frascati e il palazzo al Corso, acquistato dai Della Rovere, duchi di Urbino (che poi diverrà Doria Pamphilj).

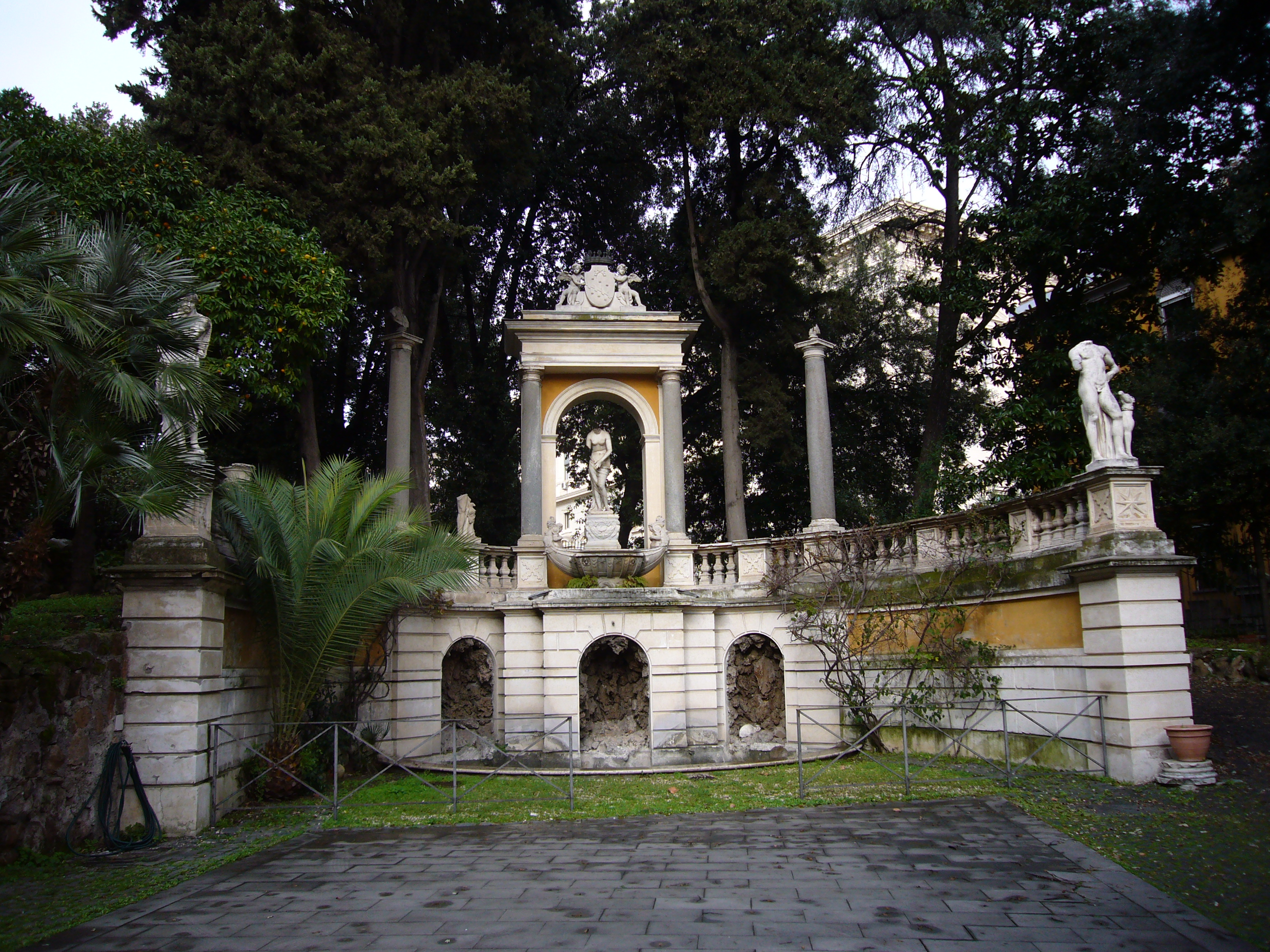
Ninfeo del cortile d'onore della villa Aldobrandini a Magnanapoli (Roma)

L'innalzamento della villa sul colle del Quirinale, a Magnanapoli, avvenne sui resti di costruzioni del II secolo d.C. La villa divenne un modello che si diffonderà da lì a breve nelle concezioni urbanistiche nobiliari romane, pensata infatti per ospitare al suo interno la ricca collezione di quadri del cardinale e nel contempo collocando all'esterno, lungo i viali di passeggio, i reperti di antichità che si rinvenivano durante gli scavi nelle proprietà di famiglia. La sobrietà della facciata, adorna del solo stemma di famiglia, nonché gli interni privi di affreschi o qualsiasi elemento decorativo, inducono a ritenere che l'edificio, appartenuto in passato anche alle famiglie Este e Vitelli, poi ricostruito orientando il corpo principale su via Panisperna, non venne utilizzato come dimora del cardinal nipote, ma bensì come mero "contenitore" di opere artistiche della collezione personale.
Alla data del 1603 fu deposta l'ultima pietra del cantiere del palazzo e nel contempo redatto il primo inventario della collezione Aldobrandini, che registrava al momento circa 399 quadri, e riguardava tutti i beni mobili del cardinale, comprese le sculture, argenteria, mobili, armi, ecc.) anche se il nucleo di oggetti che maggiormente interessano il mondo dell'arte è stato quello dei dipinti

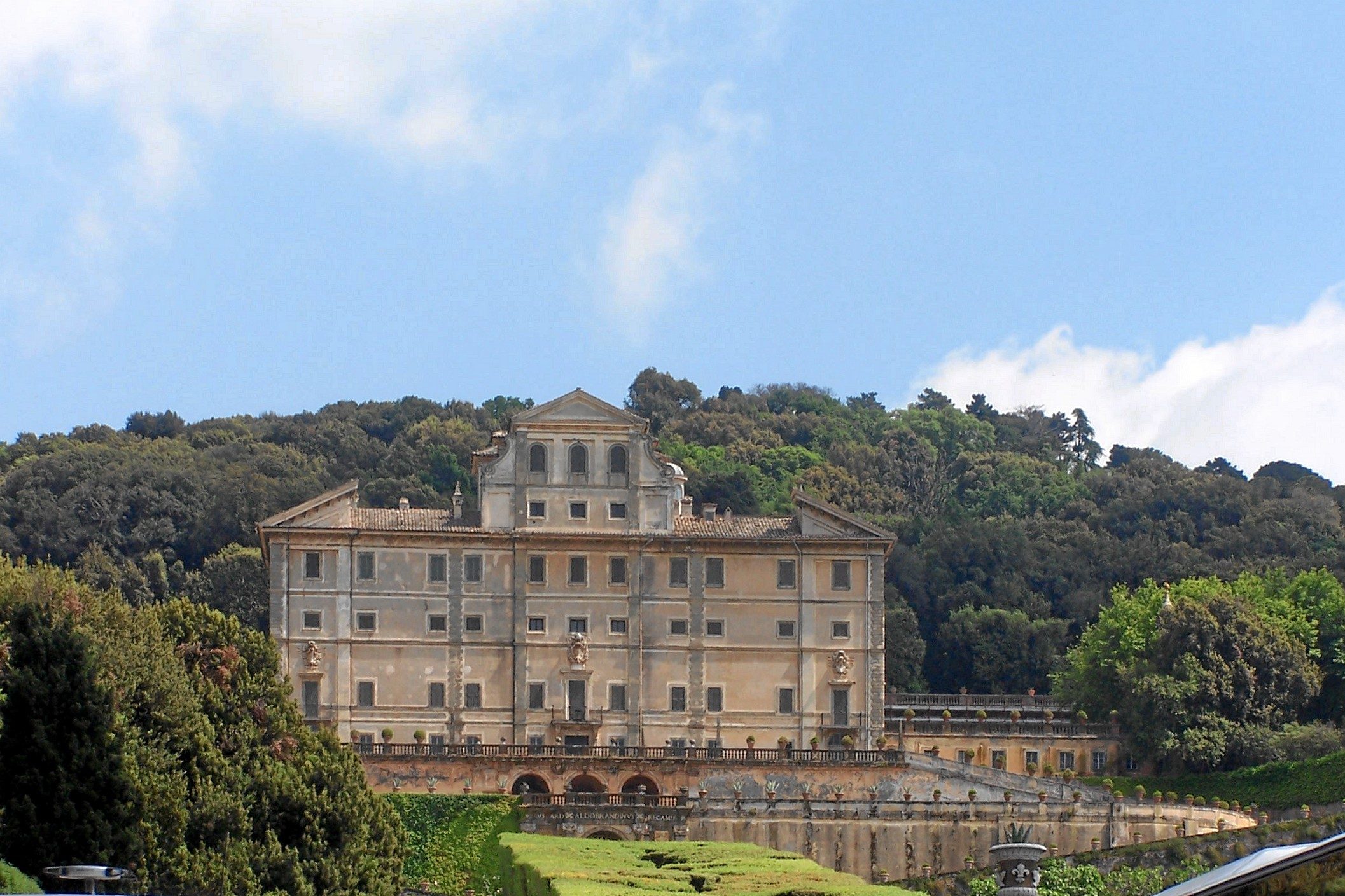
Villa Aldobrandini di Frascati

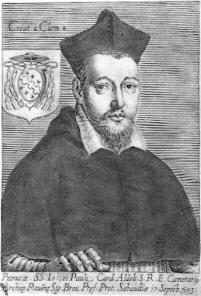
Stilografia con ritratto il cardinale Pietro Aldobrandini

I lavori di costruzione della villa di Frascati videro il completamento in anni immediatamente successivi a quelli del palazzo sul Quirinale; la sua realizzazione, fatta su un terreno di proprietà dello zio papa Clemente VIII ottenuto come ricompensa per aver riportato la città di Ferrara tra i possedimenti della Chiesa, avvenne con la direzione del cantiere da parte dell'architetto Giacomo della Porta (già attivo in casa Aldobrandini in quanto chiamato a riorganizzare alcune sale di un altro edificio di proprietà familiare, ossia di quello che a piazza Colonna a Roma diverrà poi nel 1659 palazzo Chigi) alla cui morte, nel 1602, subentrarono gli architetti Carlo Maderno e Giovanni Fontana. Il sontuoso aspetto della villa, in linea con le residenze "fuori porta" della nobiltà romana del Cinque-Seicento, ricco al suo interno anche di cicli di affreschi a tema paesaggistico, fu pensato come luogo "museale" in città e per ospitare personaggi di rilievo.
Contestualmente a questi primi due cantieri, avvenne poi il rifacimento pressoché totale del palazzo su via del Corso, dove furono innalzate per l'occasione nuovi bracci dell'edificio, nei cui appartamenti troveranno, a partire dal 1654, stabile dimora Olimpia Aldobrandini (nipote di Pietro) assieme al marito in seconde nozze Camillo Francesco Pamphilj.
Con la realizzazione delle residenze familiari, in particolare con quella di Magnanapoli, dov'era gran parte della collezione, questa diventa accessibile ai forestieri a partire dai primi anni del 1610. In questo senso la serie estense dei Baccanali di Tiziano e Bellini, apprezzate e invidiate da tutto l'ambiente artistico e culturale che stabiliranno il nuovo modello pittorico per le pitture paesaggiste a tema mitologico degli anni a venire.

#### Le commesse del cardinale Pietro Aldobrandini

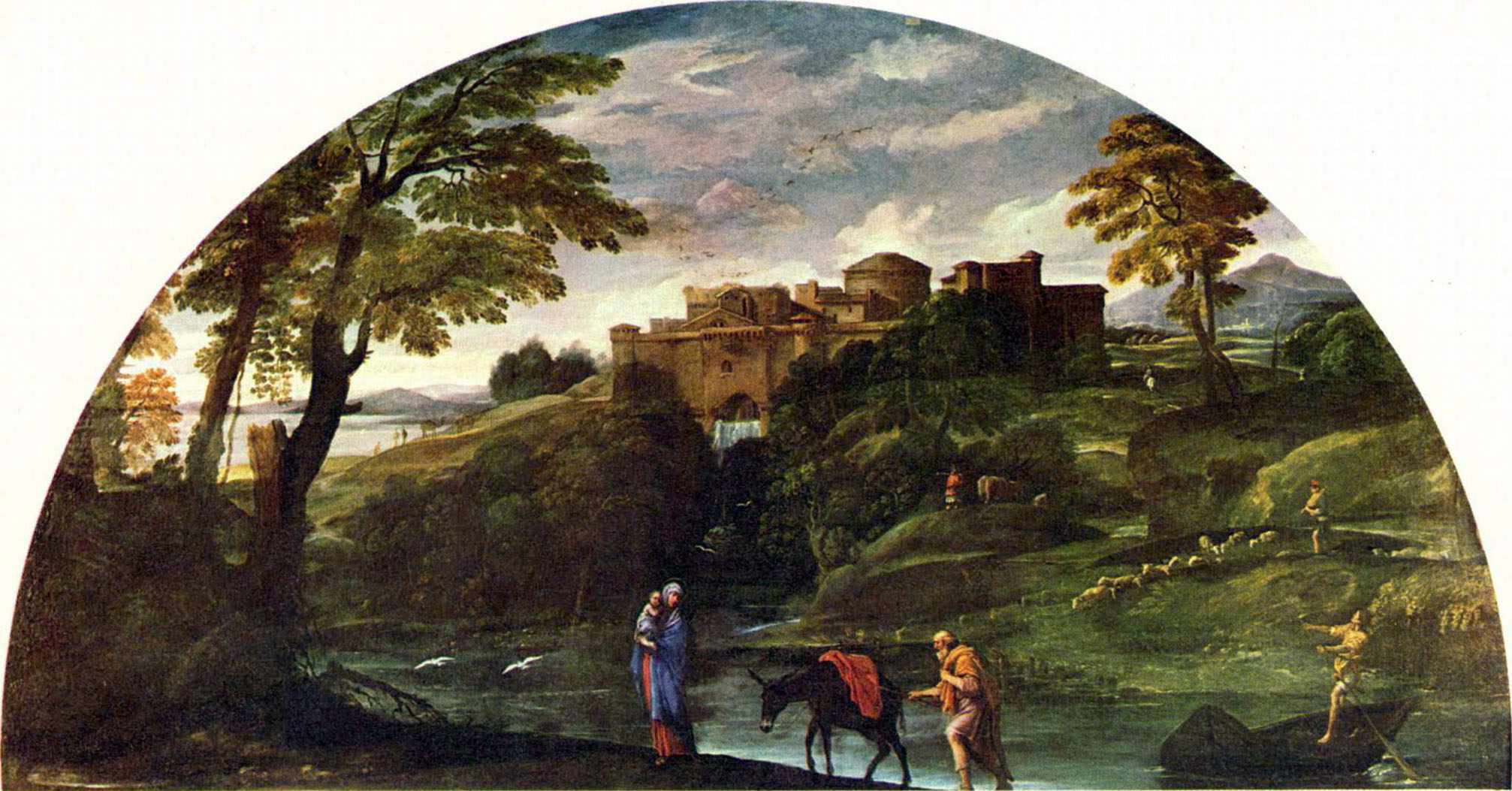
Annibale Carracci, Paesaggio con la fuga in Egitto, (1602-1604)

In occasione di una visita da parte di Pietro Aldobrandini della galleria Farnese del Carracci in Campo de' Fiori, il cardinale apprezzò l'operato del pittore bolognese al punto da avviare un rapporto di collaborazione immediata, chiedendogli la realizzazione di diverse opere per la propria collezione. Dopo la richiesta di un quadretto ritraente il Domine, quo vadis?, nel 1601, pagato 200 scudi, sempre nei primissimi anni del Seicento Annibale Carracci ricevette l'incarico di realizzare sei dipinti per decorare le pareti interne della cappella privata del palazzo Aldobrandini al Corso, le cosiddette Lunette Aldobrandini.
Annibale, tuttavia, delegò questo cantiere alla bottega probabilmente a causa dell'insorgere nel 1605 della malattia che lo afflisse negli ultimi anni della sua vita, ma forse anche perché in quegli anni, essendo pittore di corte di casa Farnese, non poteva figurare a busta paga di un'altra famiglia (a maggior ragione gli Aldobrandini che, nonostante il matrimonio di Margherita Aldobrandini con Ranuccio I Farnese, erano in rapporti freddi con i Farnese, ancorché papa Clemente VIII richiese la copertura nel 1593 delle nudità di due sculture facenti parte del monumento funebre a Paolo III nella basilica di San Pietro). Ad ogni modo, dopo che Annibale realizzò le prime due lunette (il Paesaggio con la fuga in Egitto e quello con la sepoltura di Cristo), la prosecuzione di questa impresa decorativa fu merito soprattutto di Francesco Albani che sostituì il maestro nella titolarità delle opere, compiendo quindi il Paesaggio con l'Assunzione della Vergine, il Paesaggio con la Visitazione (assieme a Sisto Badalocchio), il Paesaggio con l'adorazione dei Pastori (seppur solo in qualità di supervisore, poiché materialmente la scena la realizzò il Badalocchio) e il Paesaggio con l'Adorazione dei Magi (assieme a Giovanni Lanfranco e al Badalocchio). Albani fu il destinatario dell'ultimo pagamento ricevuto per il ciclo, avvenuto in un momento in cui Annibale Carracci era già morto da alcuni anni.

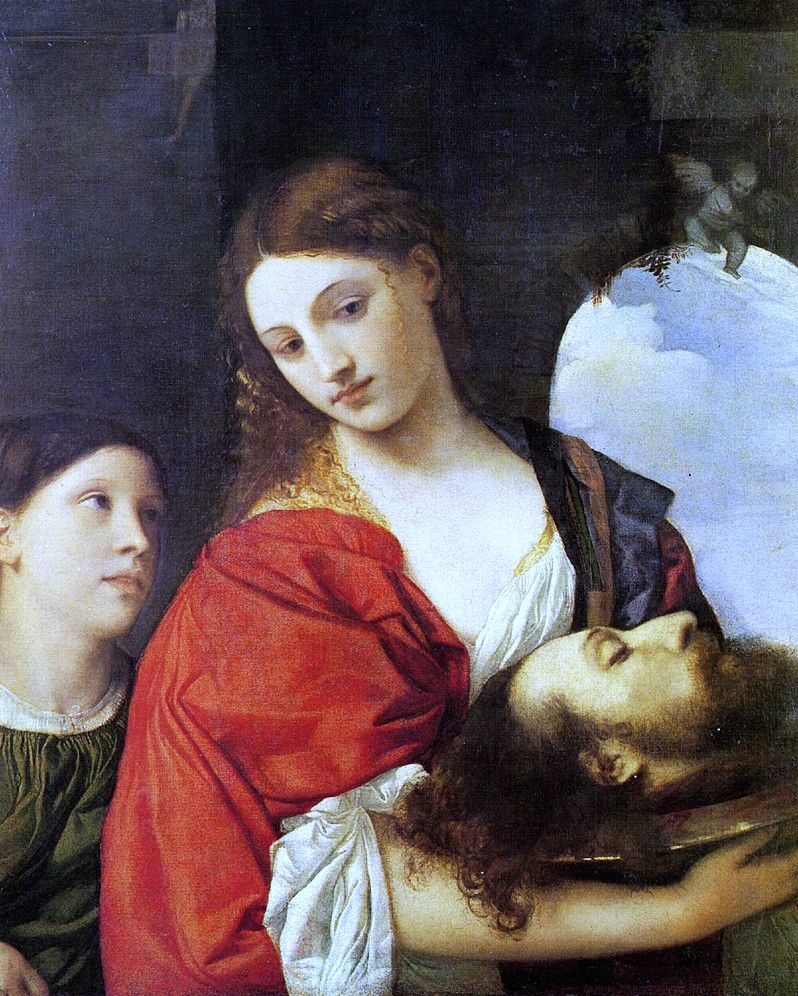
Salomè con la testa del Battista, Tiziano

Un viaggio fatto a Venezia da Pietro Aldobrandini ai primi del secolo, al cui seguito andò in qualità di consulente d'arte per gli acquisti il Cavalier d'Arpino, consentì l'immissione nella collezione di alcune opere locali, tra cui, verosimilmente, anche la Salomè con la testa del Battista di Tiziano (oggi alla Galleria Doria Pamphilj di Roma). Il Cavalier d'Arpino consacrò sotto il pontificato di Clemente VIII la propria affermazione professionale divenendo uno dei pittori più conosciuti e richiesti a Roma, specialmente per le grandi imprese decorative. Fu particolarmente apprezzato dagli Aldobrandini al punto da diventarne pittore di casa: a lui furono infatti affidati i due dipinti nella cappella gentilizia della chiesa di Santa Maria in Via a Roma nonché i cicli di affreschi a tema biblico nella villa Aldobrandini di Frascati. 

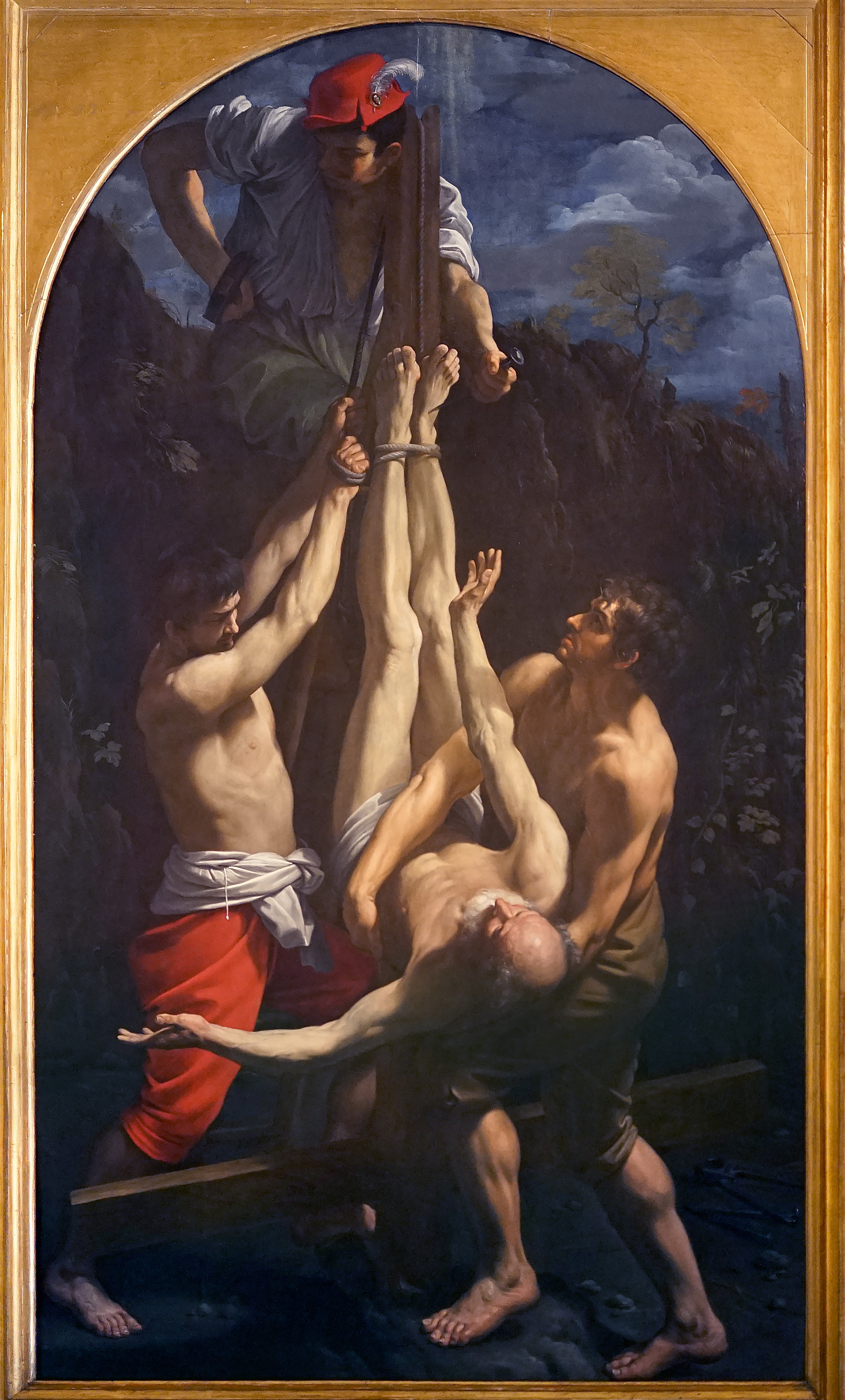
Crocifissione di san Pietro, Guido Reni, commissionata da Pietro Aldobrandini per la chiesa di San Paolo alle Tre Fontane, oggi trasferita ai Musei Vaticani

Durante l'arcivescovato di Pietro a Ravenna, nel 1604, questi fece invece incetta di opere di matrice emiliana che vedeva di volta in volta nei mercati d'arte o nelle collezioni private del territorio, e più nello specifico a Bologna, come avvenne per il Noli me tangere del Correggio, dove l'Aldobrandini sborsò una cifra altissima per prelevarla dalla collezione Ercolani dov'era. L'avvicinamento alla pittura emiliana vide l'apice l'anno seguente, quando commissionò a Guido Reni l'opera pubblica della Crocifissione di San Pietro da destinare alla chiesa di San Paolo alle Tre Fontane a Roma, pagata 100 ducati in due tranche, una metà a titolo di acconto sborsata il 27 novembre del 1604 e una seconda a saldo il 31 agosto 1605.
Intorno al 1606, quando Caravaggio era fuggito da Roma in cerca di protezione nei feudi Colonna, il cardinale commissiona al pittore il San Francesco in meditazione, che fu donato nel 1609 alla chiesa di San Pietro a Carpineto Romano.

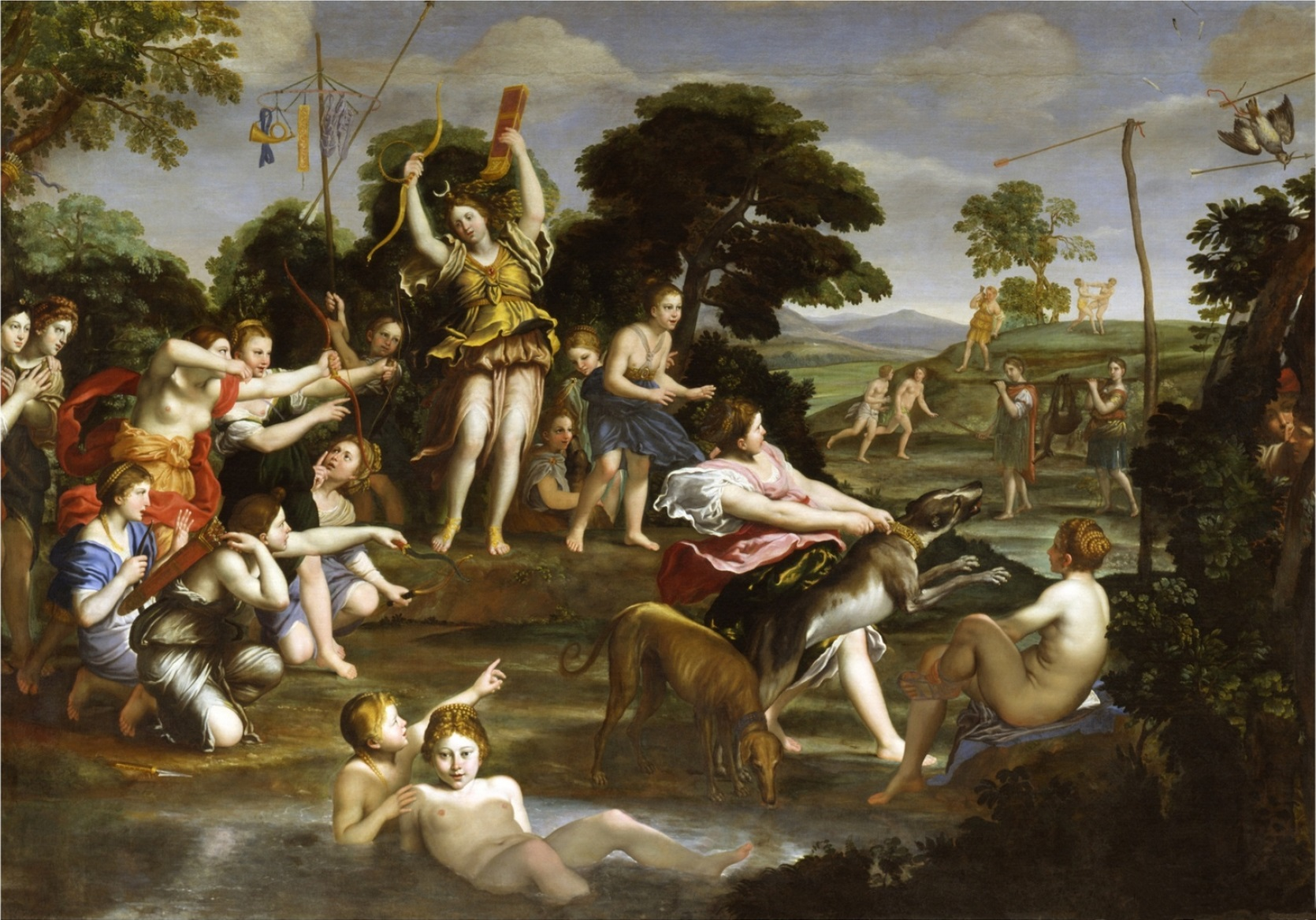
Caccia di Diana, Domenichino

Al 1617 circa risalgono invece le commesse al Domenichino della Caccia di Diana e della Sibilla Cumana, che, tuttavia, non entrarono mai a far parte concretamente del catalogo Aldobrandini, in quanto vennero immediatamente sottratte dal cardinale Scipione Borghese, nipote di papa Paolo V, in carica già dal 1605, dopo aver trattenuto forzatamente il pittore in carcere. Il Domenichino fu chiamato a corte dal cardinale Pietro intorno al 1616-1618 anche per realizzare alcuni cicli di affreschi a tema paesaggista e mitologico riprendenti le storie di Apollo tratte da Le Metamorfosi di Ovidio nella stanza omonima della villa Aldobrandini di Frascati (di cui otto staccati e conservati oggi alla National Gallery di Londra, mentre due restano ancora in situ), nel cui cantiere lavorò anche il Pomarancio, che intanto decorò altre sale. Sempre per il cardinale e sempre nel 1617 Domenichino realizza per il soffitto della chiesa di Santa Maria in Trastevere la tela dell'Assunta, collocata al centro della volta cassettonata, di cui l'artista ne fu anche esecutore del progetto.
Al finire del secondo decennio del Seicento, la collezione Aldobrandini era composta prevalentemente da opere derivanti dalla raccolta d'Este ereditata sul finire del secolo precedente e da altre commissionate da lui stesso in linea con i suoi gusti personali, quindi del Seicento emiliano (Carracci, Domenichino e Albani). Figuravano tuttavia anche due opere del Caravaggio, un Riposo durante la fuga in Egitto e una Marta e Maria Maddalena, forse tre se si aggiunge anche una Maddalena penitente che tuttavia era indicata negli inventari senza autore; tutte e tre le tele erano però registrate presso la residenza della sorella di Pietro, Olimpia Aldobrandini.
Pietro Aldobrandini muore nello stesso 1621: tutta la collezione viene lasciata dunque al nipote, Giovan Giorgio Aldobrandini, da qui al fratello di questi, il cardinale Ippolito, entrambi figli di Olimpia senior (portavano il cognome Aldobrandini in quanto la donna era sposata con un suo parente del ramo fiorentino, Giovanni Francesco, I principe di Meldola e Sarsina). In questa fase assunse un ruolo più incisivo Olimpia Aldobrandini, nipote del cardinale Pietro e figlia di Giovan Giorgio, che sostanzialmente determinò le sorti della collezione. Nel 1621 con la nomina a cardinale di Ludovico Ludovisi, zio dal lato materno di Olimpia, in quanto fratello della madre Ippolita, la donna donò al prelato alcune opere della collezione, tra cui svariati capolavori assoluti come la Madonna del Passeggio di Raffaello (oggi alla National di Edimburgo) il Noli me tangere del Correggio e due dei quattro Baccanali già del camerino d'Este, entrambi di Tiziano (Baccanale degli Andrii e Baccanale con la festa di Venere). I due dipinti saranno poi successivamente donati a loro volta, intorno al 1639, dal Ludovisi al re Filippo II di Spagna (infatti sono oggi entrambi al Prado di Madrid), tramite l'intercessione del viceré di Napoli, come parte del pagamento per l'ottenimento del Principato di Piombino.
Alla morte del cardinal Ippolito Aldobrandini junior nel 1638, al quale era andata l'eredità dello zio cardinale Pietro, questa andò a Olimpia junior, che sarà l'ultima esponente del casato.

#### La collezione sotto Olimpia Aldobrandini (1638-1681)

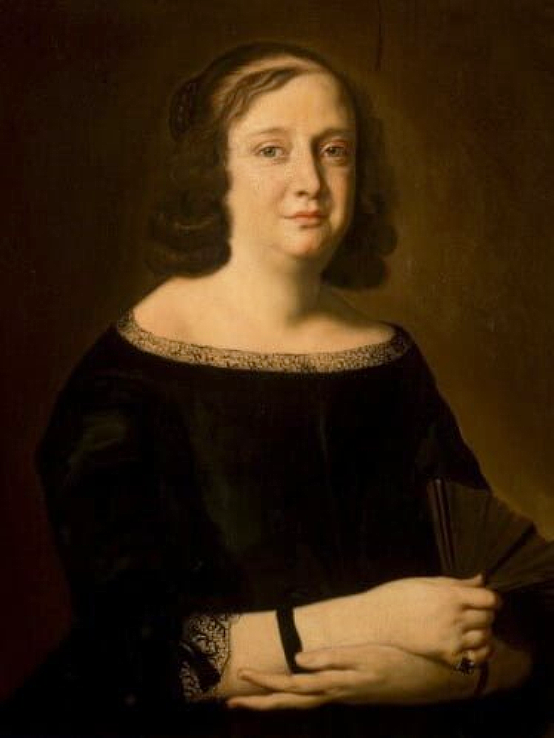
Jacob Ferdinand Voet, Ritratto di Olimpia Aldobrandini Pamphilj

Olimpia Aldobrandini fu una delle donne più influenti e rilevanti della Roma del Seicento nonché l'ultima erede e proprietaria della collezione e dei beni Aldobrandini a Roma.
Era abitudine per Olimpia donare i propri quadri in segno di rappresentanza diplomatica: avvennero durante la sua gestione della collezione diversi trasferimenti (tra cui opere del Mantegna, del Bellini, di Tiziano, di Jacopo Bassano) che giunsero ai cardinali Flavio Chigi, Cybo, Odescalchi e soprattutto all'uomo in quegli anni più potente a Roma, Ludovico Ludovisi, cardinal nipote del papa in carica, Gregorio XV.

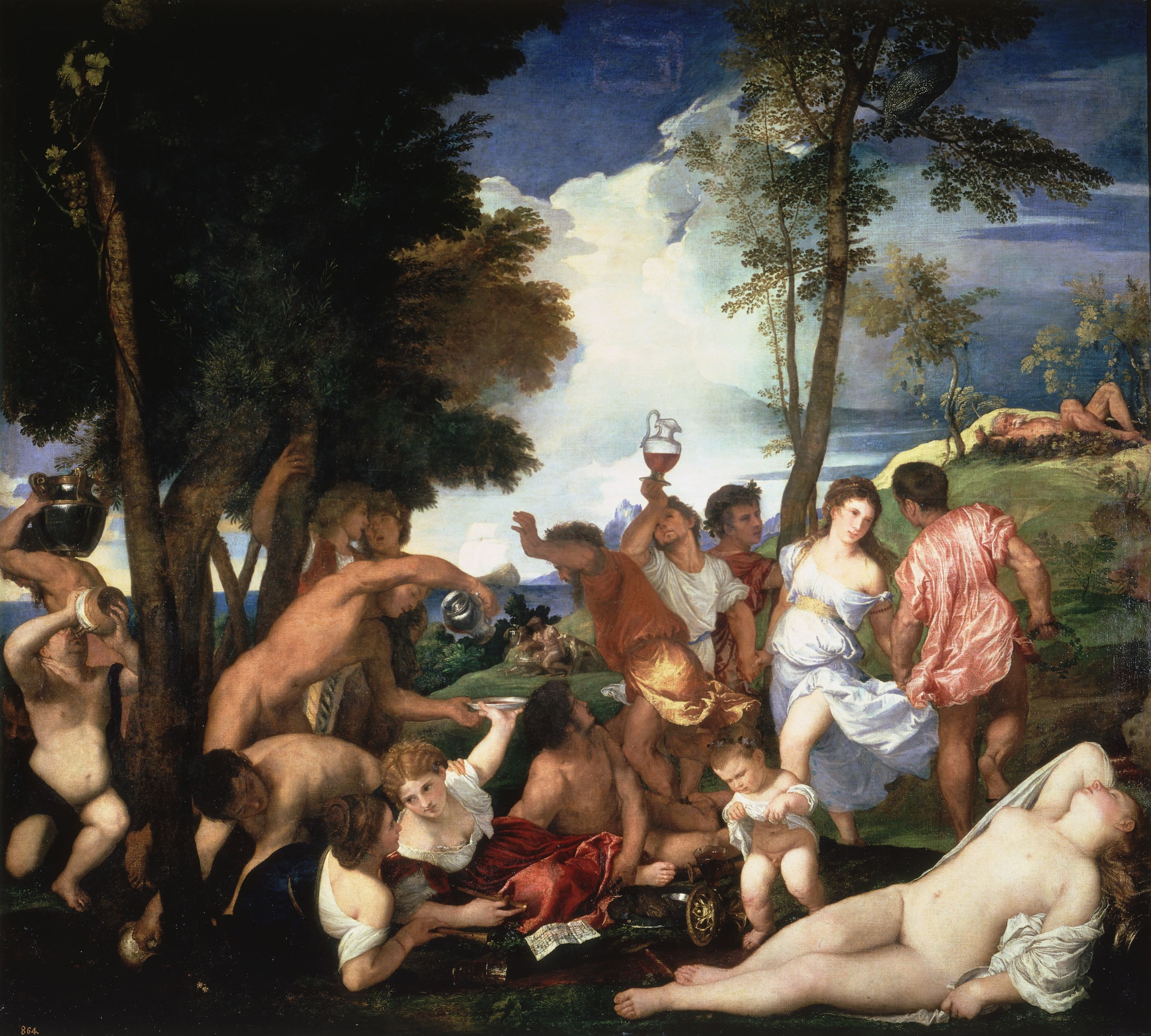
Baccanale degli Andrii, Tiziano

Al 1626 intanto venne redatto un altro inventario della collezione che registra tra le altre cose i primi spostamenti delle opere dal palazzo di Magnanapoli a quello al Corso (sono questi i casi del San Sebastiano di Marco Baisati e i rimanenti due Baccanali di Tiziano), spostamenti che poi ripresero intorno al 1646 in senso inverso tant'è negli anni Settanta le opere sono nuovamente segnalate dal Bellori entro le stanze della residenza sul Quirinale.
Già moglie di Paolo Borghese dal 1638 al 1641 (fino alla morte dell'uomo), dopo un periodo di forte conflittualità col suocero Marcantonio II per non aver consentito al figlio di inserire la moglie tra i beneficiari del suo testamento (in una lettera del 1646 riferita alla donna, si riporta: « [...]  ha portato a Montemagna Napoli tutta la sua guardarobba et tutti li suoi argenti et vuol far vita da sé senza punto dipendere da Borghese [...]») Olimpia sposò in seconde nozze Camillo Francesco Maria Pamphilj (cui rimase legata dal 1647 fino alla morte di lei, nel 1681), dove l'allora cardinal nipote del papa reggente Innocenzo X Pamphilj dovette spogliarsi degli abiti clericali per poter prendere in sposa la nobile.
Nel 1659 intanto il palazzo di piazza Colonna (noto oggi come palazzo Chigi) fu acquisito da Agostino Chigi, I principe di Farnese, che aveva preso in sposa Maria Virginia Borghese, una delle figlie del primo matrimonio di Olimpia Aldobrandini. La donna rimase invece a vivere col marito nel palazzo al Corso.

#### Il lascito testamentario di Olimpia Aldobrandini (1682)

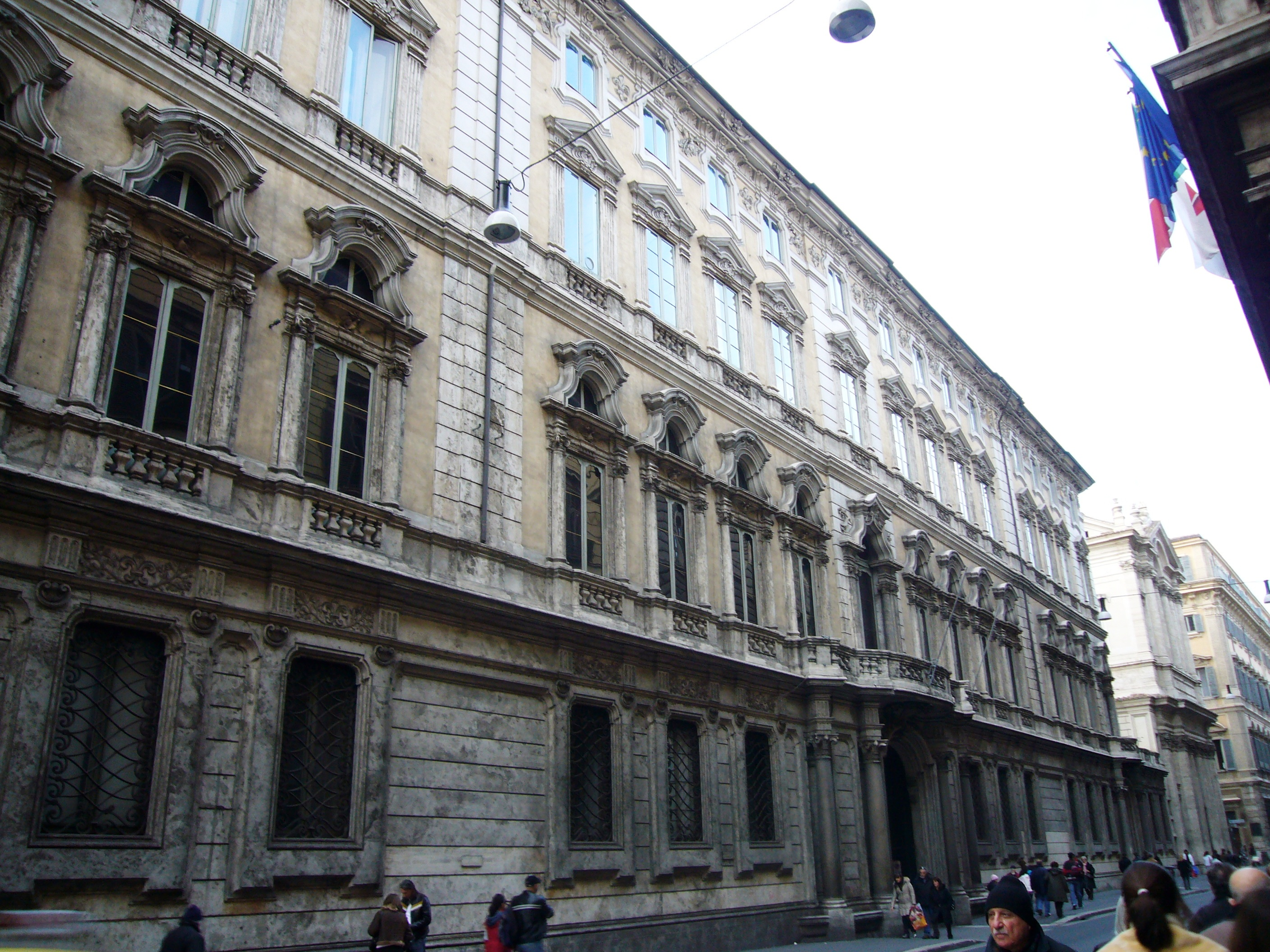
Il palazzo Aldobrandini su via del Corso, dato in eredità al marito Camillo Francesco Pamphilj (oggi di proprietà della famiglia Doria Pamphilj)

Nel 1682 la collezione Aldobrandini, divenuta particolarmente pregevole per qualità e quantità delle opere, venne divisa tramite testamento post mortem tra i figli di Olimpia, provenienti da due matrimoni diversi: una parte a Giovanni Battista Borghese, II principe di Sulmona, che nutrirà appunto la collezione di famiglia ancora oggi nella villa Pinciana, e un'altra parte a Giovanni Battista Pamphili, II principe di San Martino al Cimino e Valmontone, che nutrirà la collezione attualmente conservata presso la Galleria Doria-Pamphilj di via del Corso, sempre a Roma.
Pervennero entro le raccolte Borghese opere particolarmente rilevanti come il Ritratto di giovane donna con unicorno (oggi alla Galleria Borghese) e la Madonna dei Candelabri (oggi al Walters Art Gallery di Baltimora), entrambe di Raffaello, il Ritratto di ignoto di Antonello da Messina (oggi alla Galleria Borghese), il Ritratto di gentiluomo di Lorenzo Lotto (oggi alla Borghese), nonché un cospicuo numero di tele di scuola ferrarese già nella collezione d'Este, tra cui opere del Garofalo, di Ludovico Mazzolino, dello Scarsellino e dell'Ortolano.

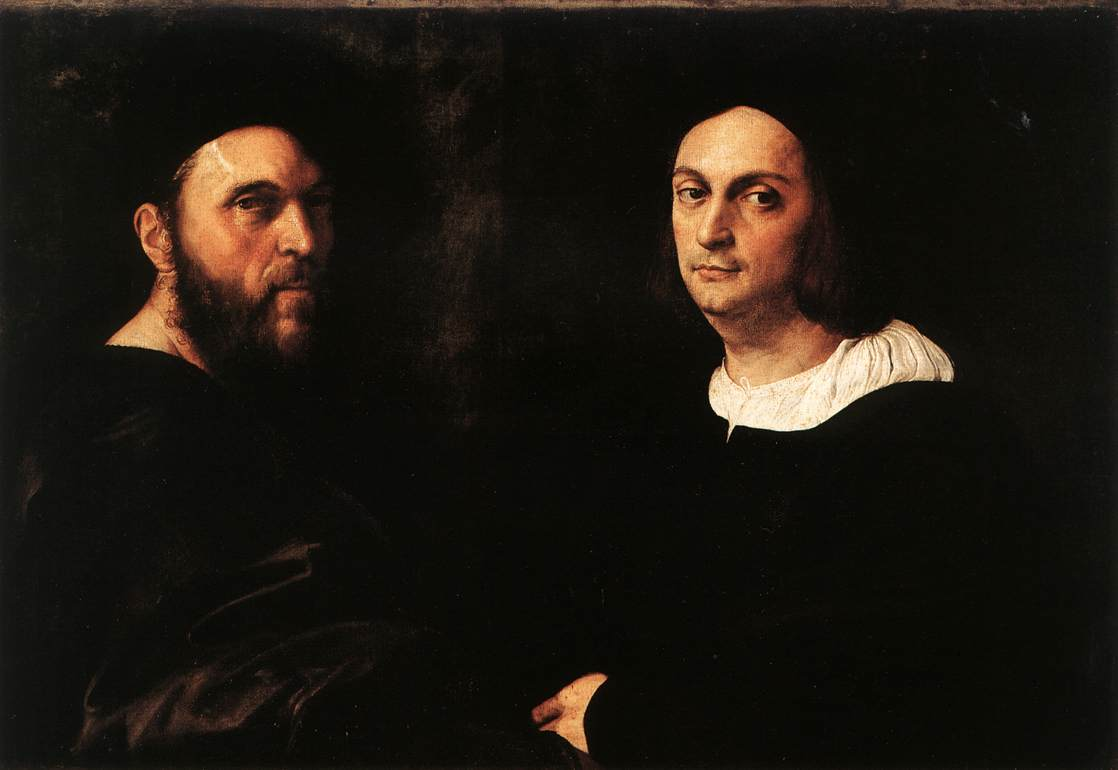
Ritratto di Andrea Navagero e Agostino Beazzano, Raffaello

La famiglia Pamphilj, invece, acquisì per dote, grazie al fatto che il matrimonio di Olimpia Aldobrandini con Camillo Francesco nel 1647 era il secondo in essere al momento del decesso della donna, una cospicua fetta della collezione d'arte oltre che i successi e i titoli della famiglia, nonché diverse proprietà immobiliari, come il palazzo di via del Corso (dove la donna viveva col marito), quello di Magnanapoli e la villa di Frascati. Tra i dipinti circa un centinaio entrarono nei beni Pamphilj, tra cui opere di Raffaello, di cui il Ritratto di Andrea Navagero e Agostino Beazzano, di Domenico Beccafumi, Giovanni Bellini, Jan Brueghel il Vecchio, Giuliano Bugiardini, Ludovico Carracci, del Caravaggio, di cui sono segnalati un Riposo durante la fuga in Egitto, una Maddalena penitente e forse anche le Sante Marta e Maddalena, questa che risulta infatti a Magnanapoli fino al 1797, per poi passare in altra collezione privata in un momento non ancora precisato, del Correggio, di cui il bozzetto dell'Allegoria della Virtù, del Parmigianino, di cui le due tavole della Natività e della Madonna col Bambino, di Andrea Mantegna, di cui l'Adorazione dei pastori (oggi al MET di New York) e infine di Tiziano, di cui la Salomé con la testa del Battista. Tra le principali opere trasferite a Giovanni Battista Pamphilj vi erano poi anche il gruppo di Lunette Aldobrandini con le Storie di Cristo (oggi tutte e sei alla Galleria Doria Pamphilj), che dopo lo spostamento di qualche anno prima, ritornarono nuovamente nel loro palazzo di origine, e le due tele superstiti del ciclo di baccanali del camerino d'alabastro di Alfonso I d'Este, quindi il Festino degli dei di Giovanni Bellini e il Bacco e Arianna del Tiziano.

### Settecento, Ottocento e Novecento

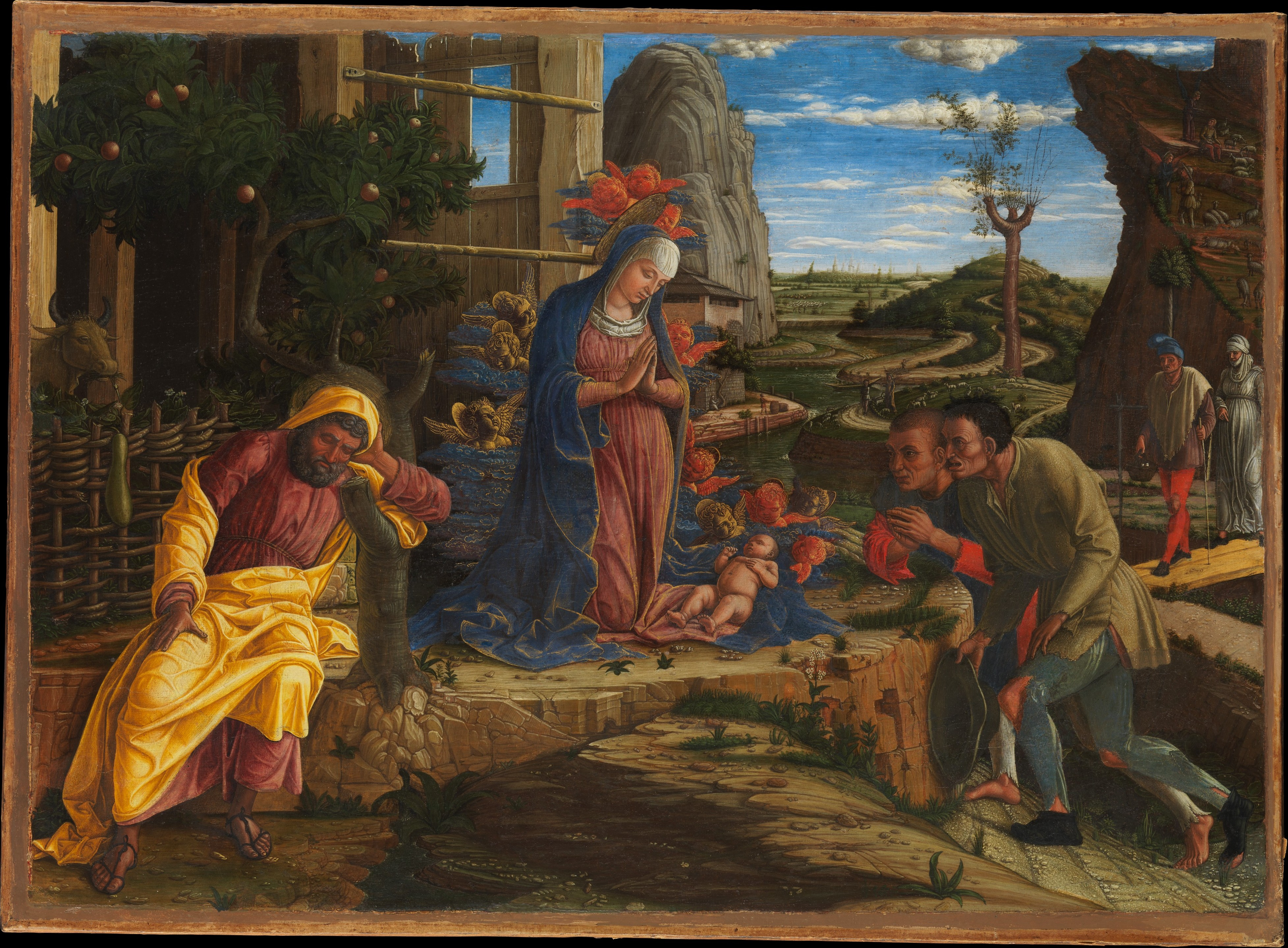
Adorazione dei pastori, Andrea Mantegna

Dispersa in gran parte tra le collezioni Borghese e, soprattutto, quella Pamphilj, questi che intanto ottennero anche il titolo Aldobrandini, ciò che proveniva dal catalogo originario fu ulteriormente smembrato nei secoli successivi dagli eredi.
Estinti nel 1760 anche i Pamphilj, i successi Aldobrandini furono rivendicati dai Borghese in quanto discendenti anche loro da Olimpia Aldobrandini, che si ricorda essere l'ultima esponente del casato, i quali chiesero l'istituzione di un fedecommesso di secondogenitura per mezzo del quale il secondo figlio maschio avrebbe portato i titoli Aldobrandini. Con questa mossa i Borghese ritornarono in possesso di un cospicuo numero di opere già delle collezioni Aldobrandini e poi Pamphilj (tra cui i due Baccanali superstiti, quelli di Tiziano e del Bellini, l'Adorazione dei pastori del Mantegna, la Santa Caterina d'Alessandria di Raffaello e il Concerto di Lionello Spada), nonché della villa di Frascati, mentre il palazzo al Corso rimase di proprietà della neocostituita casata Doria Landi Pamphilj.
Grazie al fidecommesso Borghese, nel 1816 con Camillo Aldobrandini, I principe di Meldola, nato Borghese, figlio di Francesco, VII principe di Sulmona, si ripristinò nel ramo fiorentino il nome Aldobrandini. Intorno al terzo decennio dell'Ottocento la famiglia si inizia a disfare di alcuni dipinti, di cui un catalogo di vendita è segnalato a Londra nel 1829, e di alcune opere di antichità già nel giardino di Magnanapoli, che furono acquistate per le collezioni prussiane e sono oggi ricollocate in svariati musei berlinesi. Nel 1837, invece, la villa Aldobrandini di Frascati ritornò quindi nuovamente in mano a nobili che portavano il nome degli antichi proprietari e della villa stessa.
La villa di Magnanapoli fu acquistata nel 1929 dallo Stato italiano, aprendone al pubblico il giardino, mentre il palazzo padronale fu invece concesso in uso all'UNIDROIT, che tuttora vi ha sede. La villa di Frascati è oggi ancora in mano agli eredi Aldobrandini, mentre il palazzo al Corso dopo diversi passaggi di eredità costituisce la Galleria Doria Pamphilj di proprietà della medesima famiglia.

## Elenco delle opere (non completo)

### Archeologia

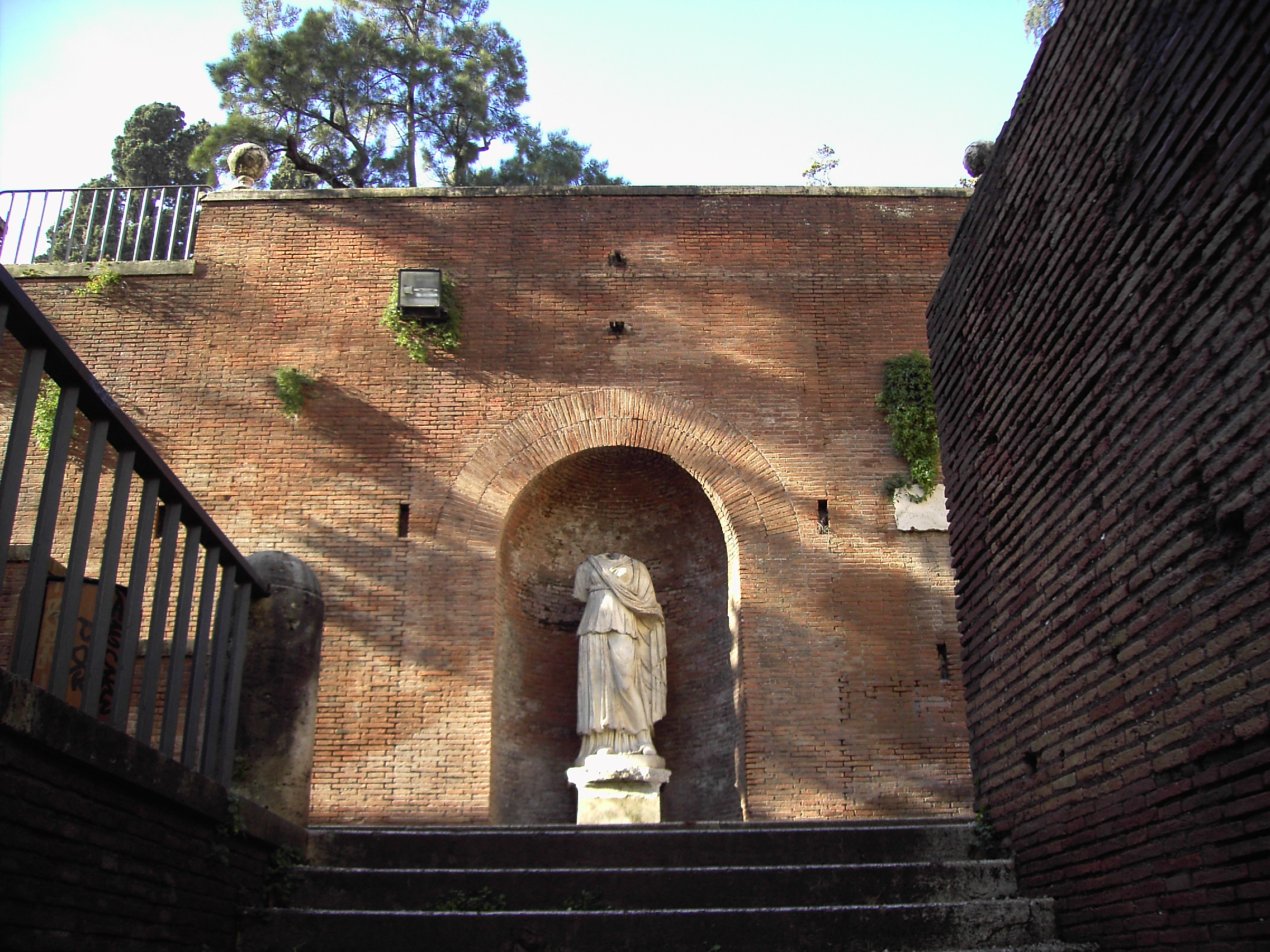
scalinata d'ingresso di villa Aldobrandini a Magnanapoli (Roma)

- Afrodite tipo Capitolina, II secolo d.C., marmo bianco, h. 137 cm, Pergamonmuseum, Berlino
- Altorilievo con lottatori (cd. lottatori Aldobrandini), Musei Vaticani, Città del Vaticano
- Amazzone ferita tipo Sciarra, Musei Vaticani, Città del Vaticano
- Ara con iscrizione sepolcrale in greco del piccolo Sekoúndos,
- Busti, giardino della villa Aldobrandini di Magnanapoli, Roma
- Demostene, Musei Vaticani, Città del Vaticano
- Kore con peplo, Musei Vaticani, Città del Vaticano
- Nozze Aldobrandini, affresco, età augustea, 92 × 242 cm, Biblioteca Apostolica Vaticana, Città del Vaticano
- Sarcofagi romani (vari), giardino della villa Aldobrandini di Magnanapoli, Roma
- Statua virile (forse Dionisio), Musei Vaticani, Città del Vaticano
- Statue acefale (varie), giardino della villa Aldobrandini di Magnanapoli, Roma
- Testa di Dacio, II secolo d.C., marmo bianco, h. 50 cm, Neues Museum, Berlino

### Pitture

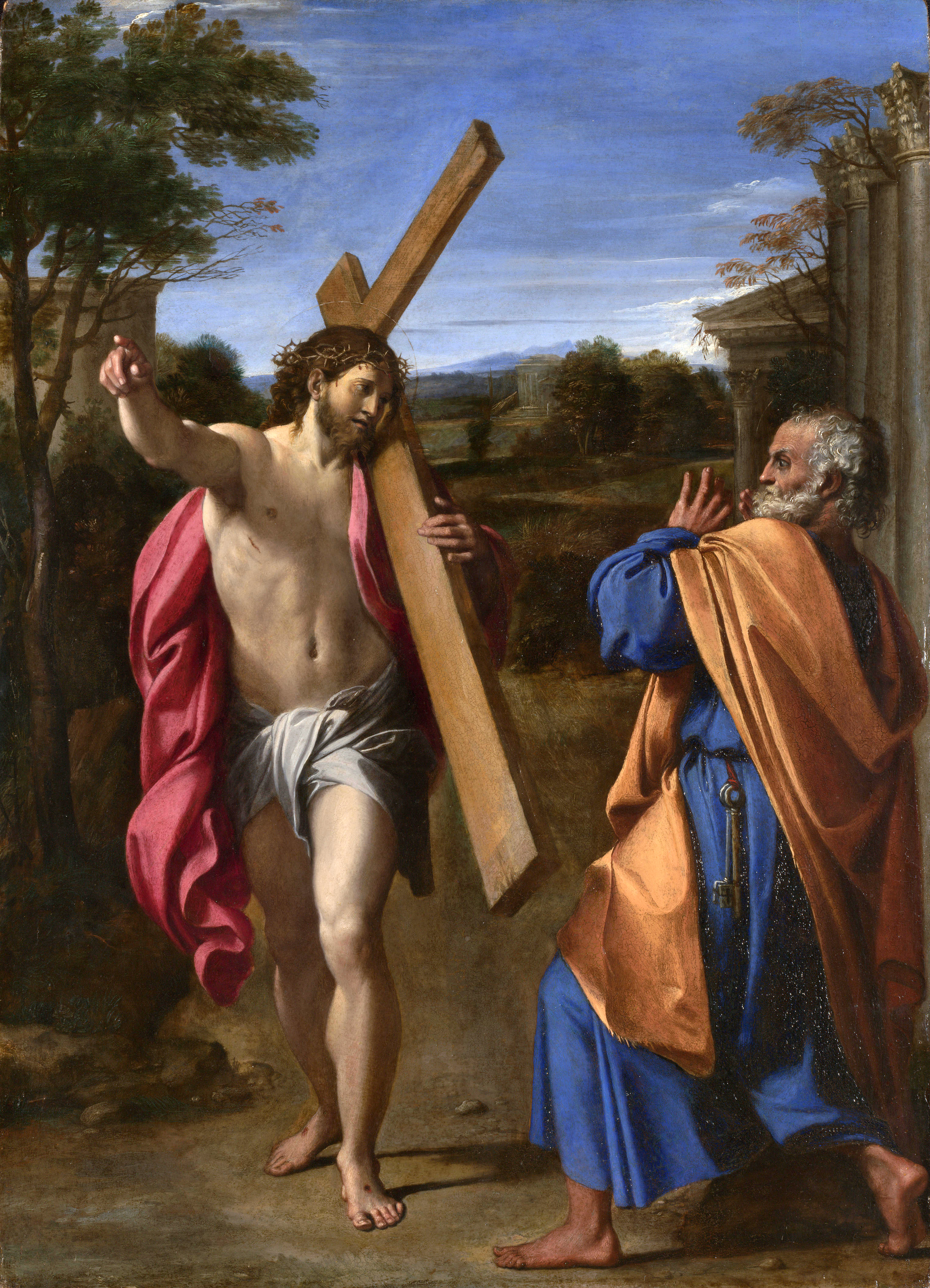
Domine, quo vadis?, Annibale Carracci

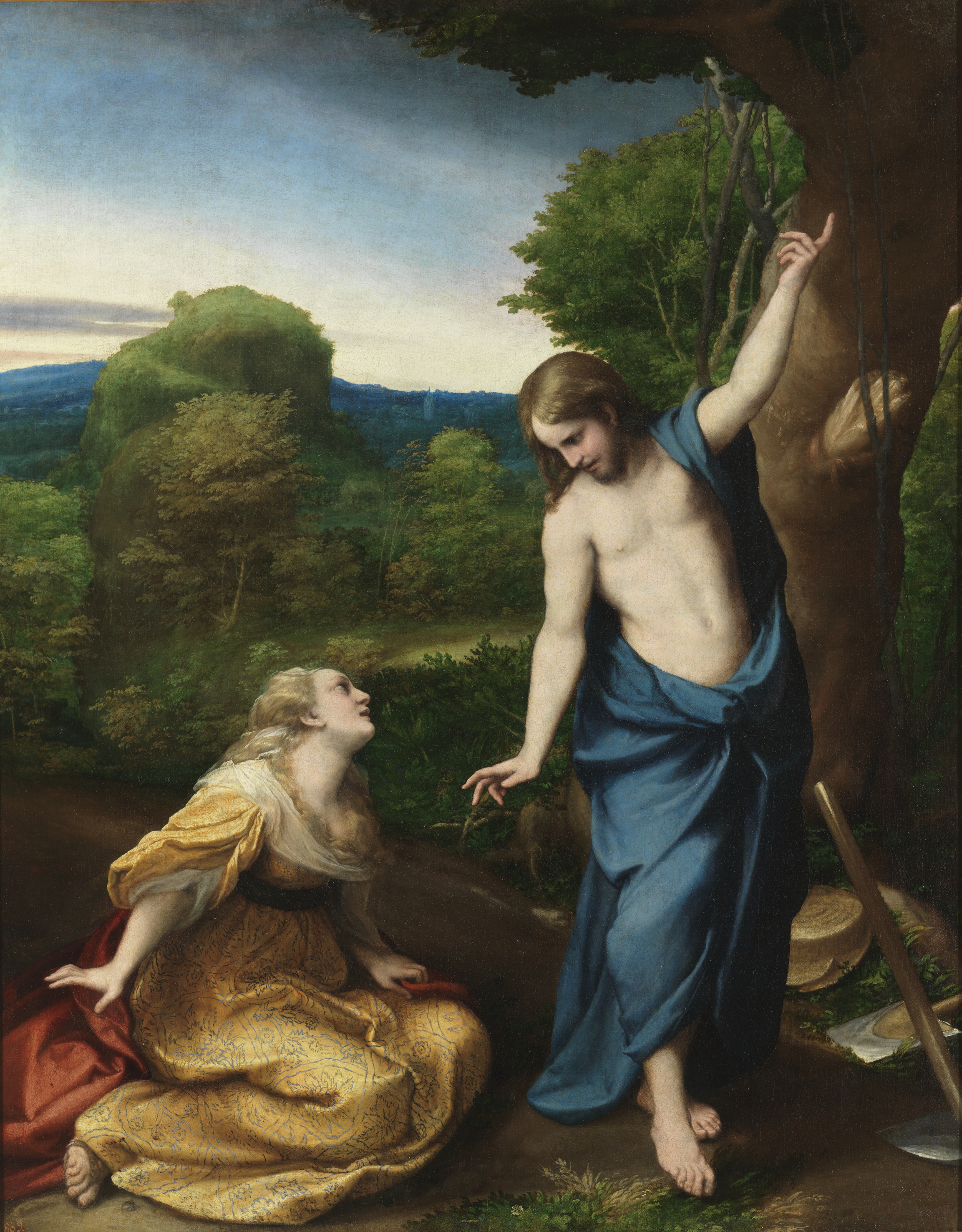
Noli me tangere, Correggio

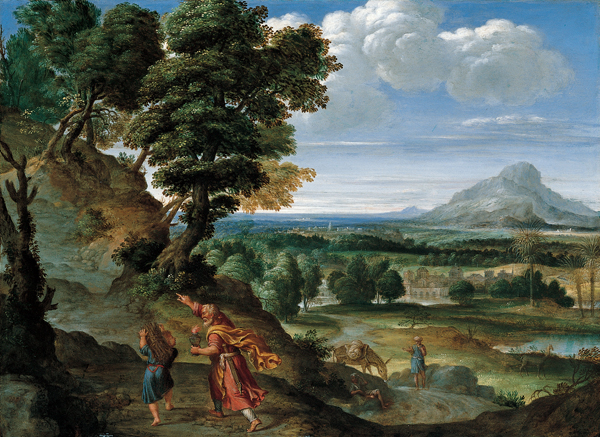
Paesaggio con Abramo e Isacco, Domenichino

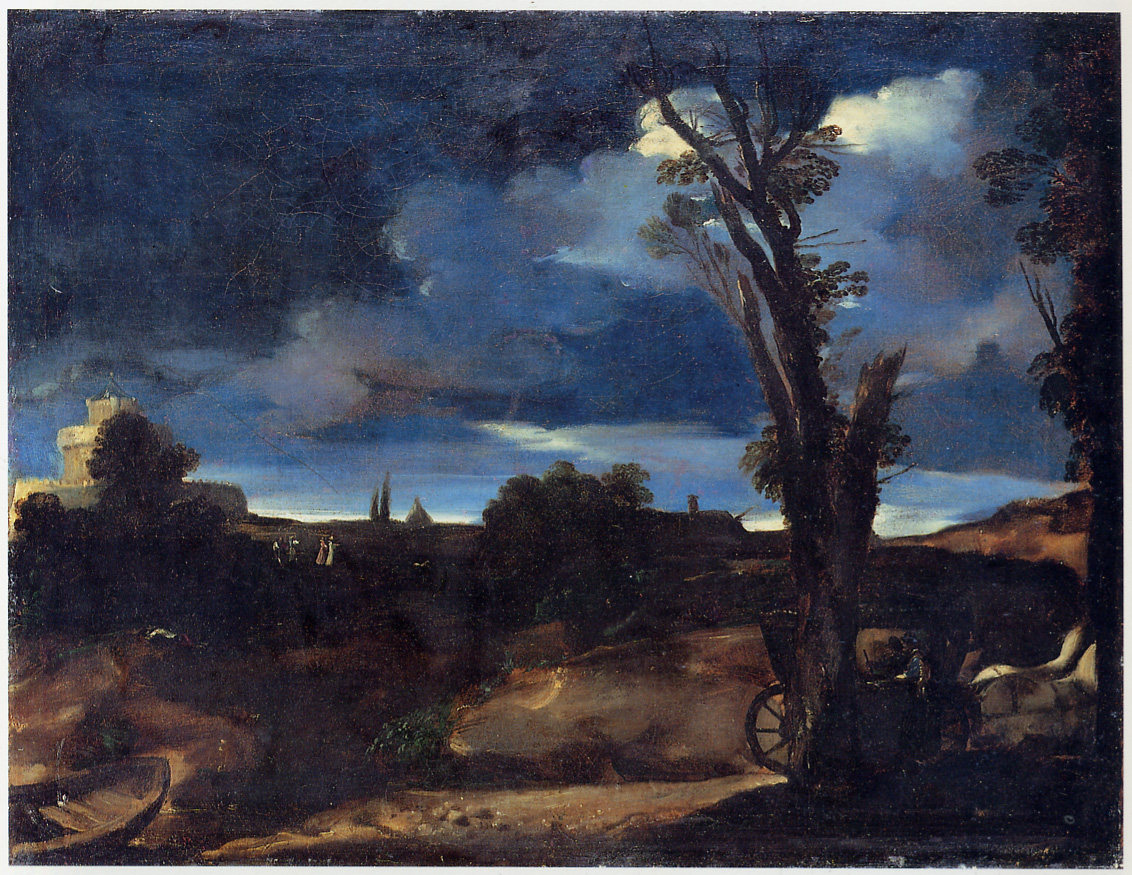
Paesaggio al chiaro di luna, Guercino

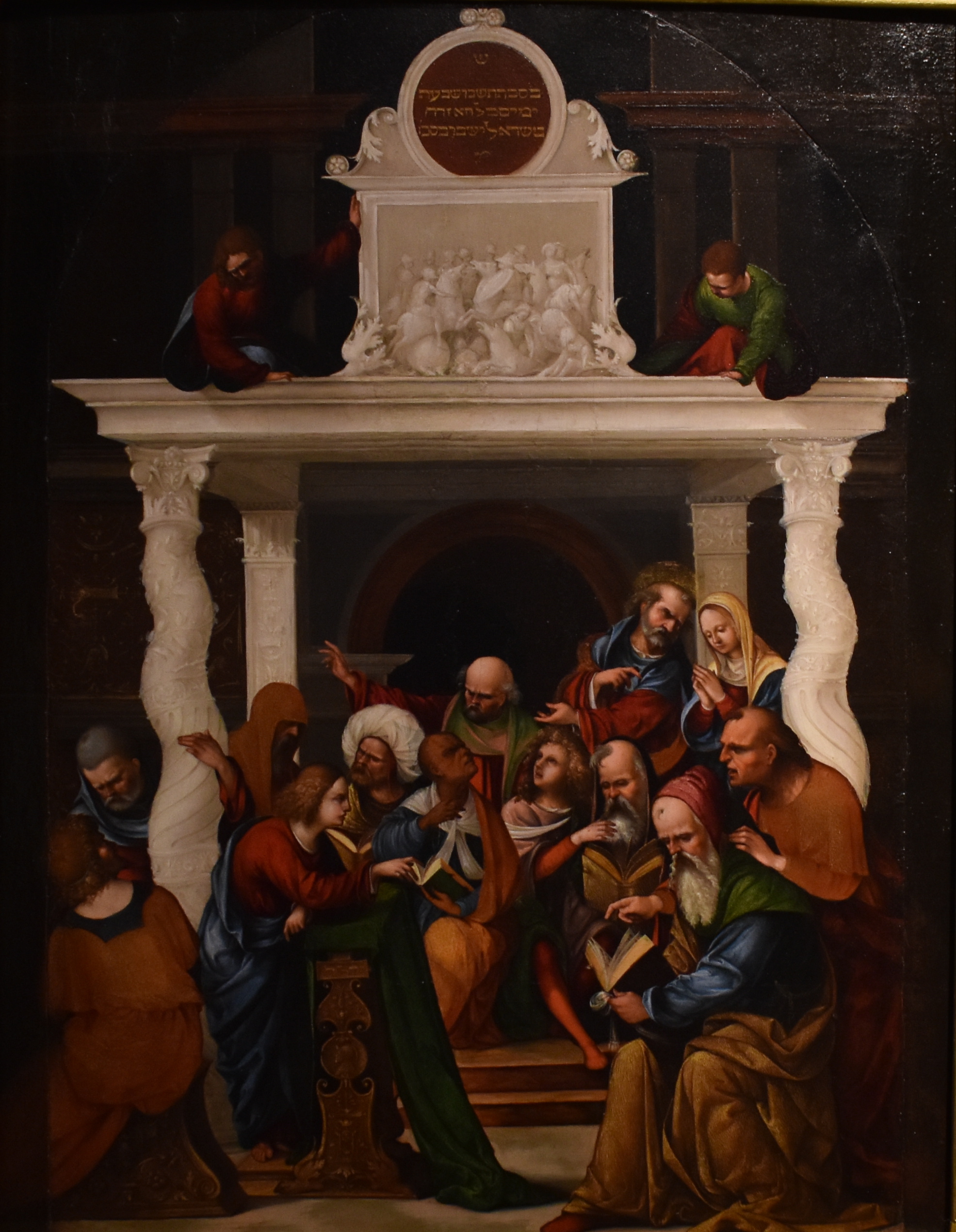
Cristo e i Dottori, Ludovico Mazzolino

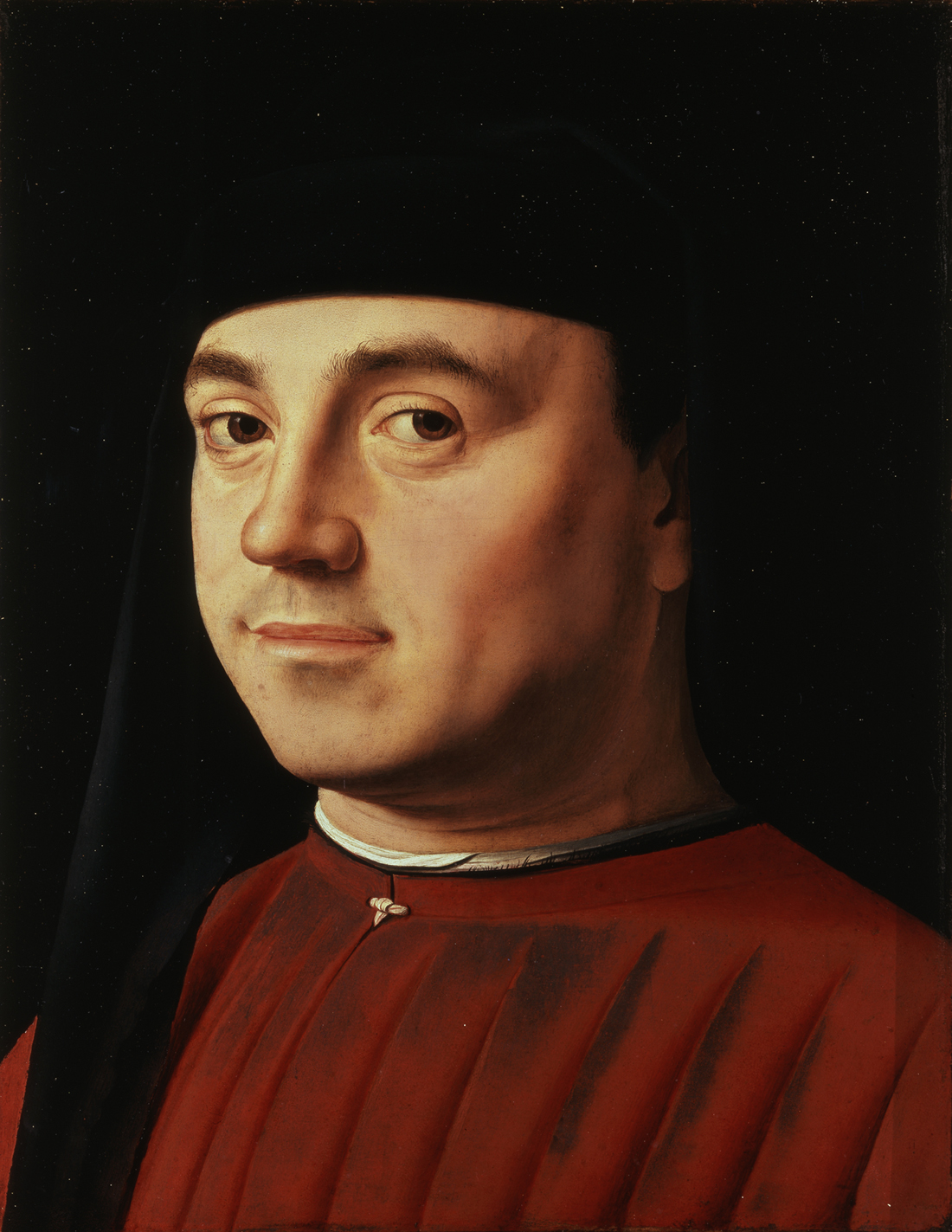
Ritratto di ignoto, Antonello da Messina

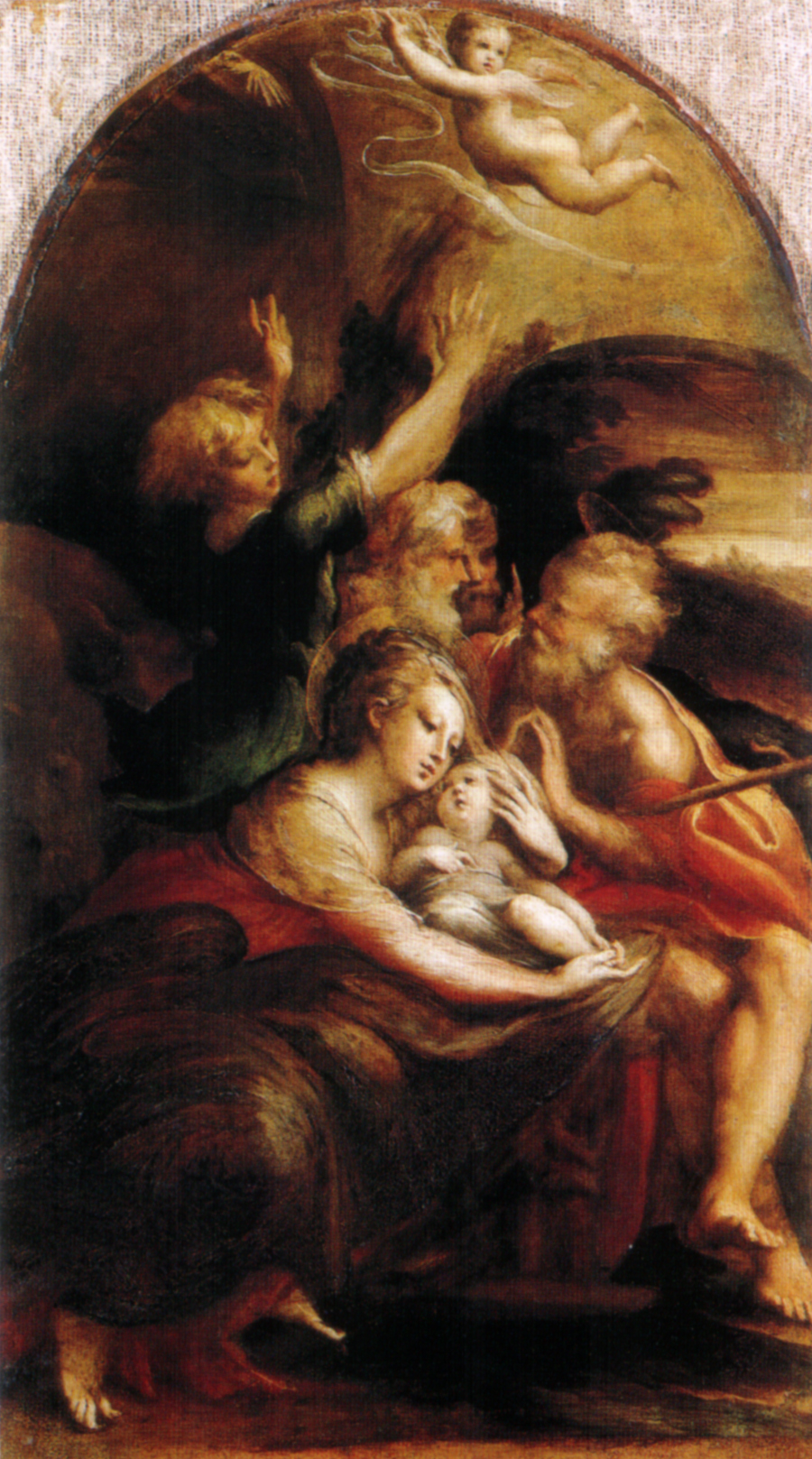
Natività, Parmigianino

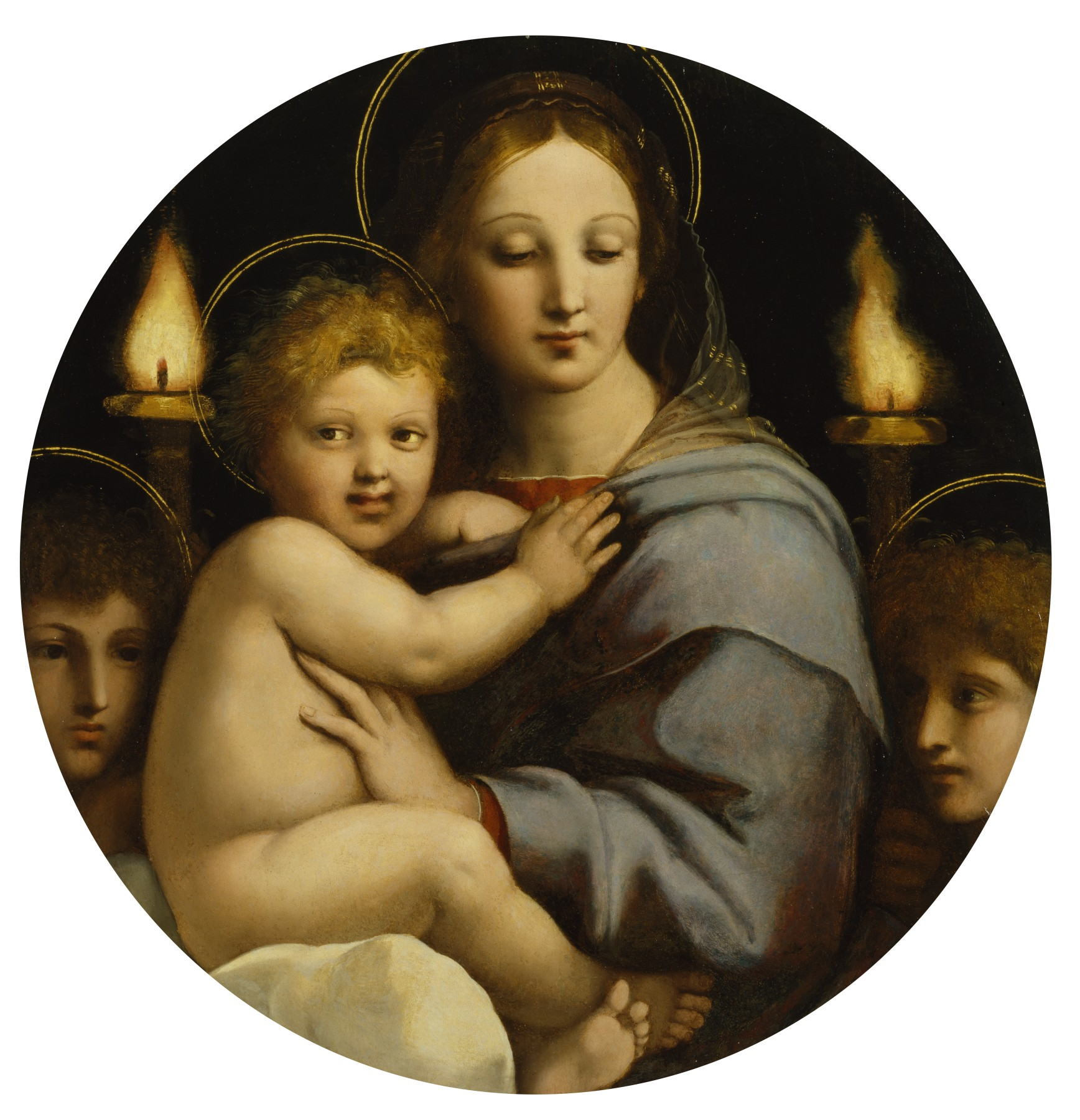
Madonna dei Candelabri, Raffaello

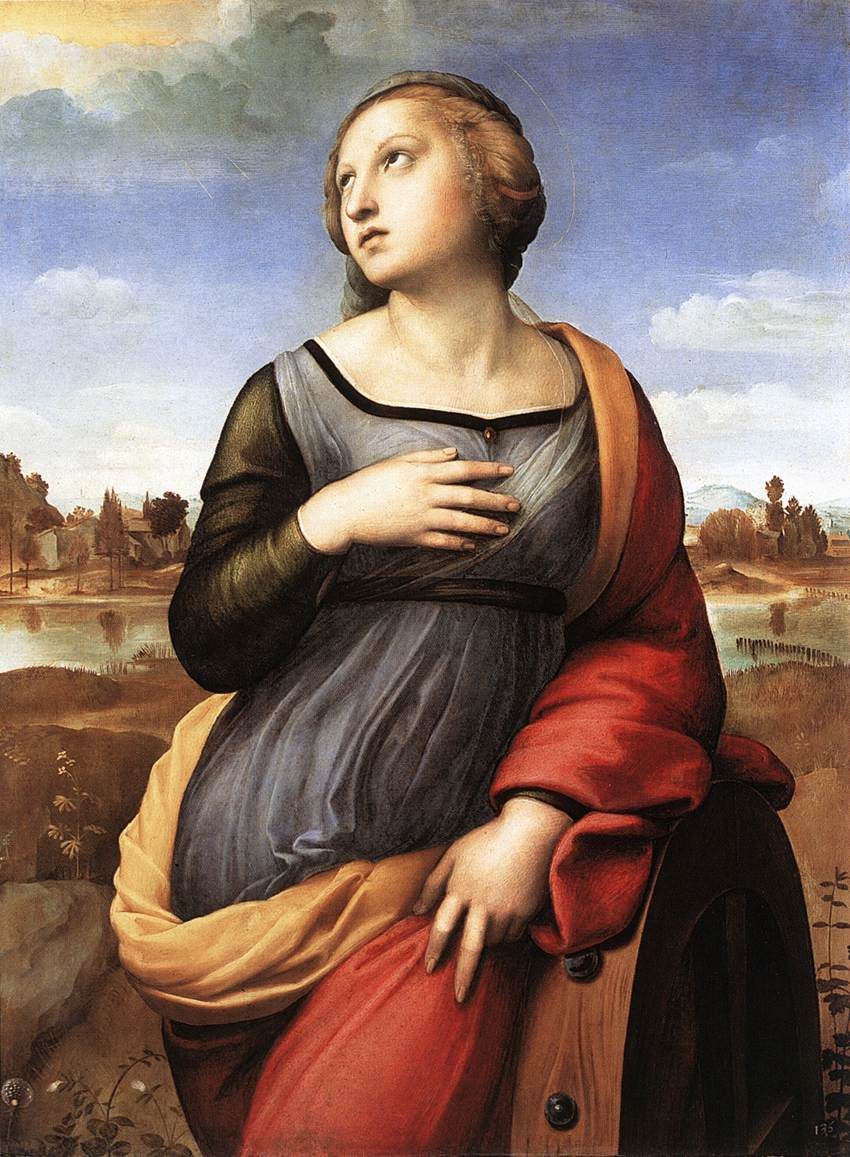
Santa Caterina d'Alessandria, Raffaello

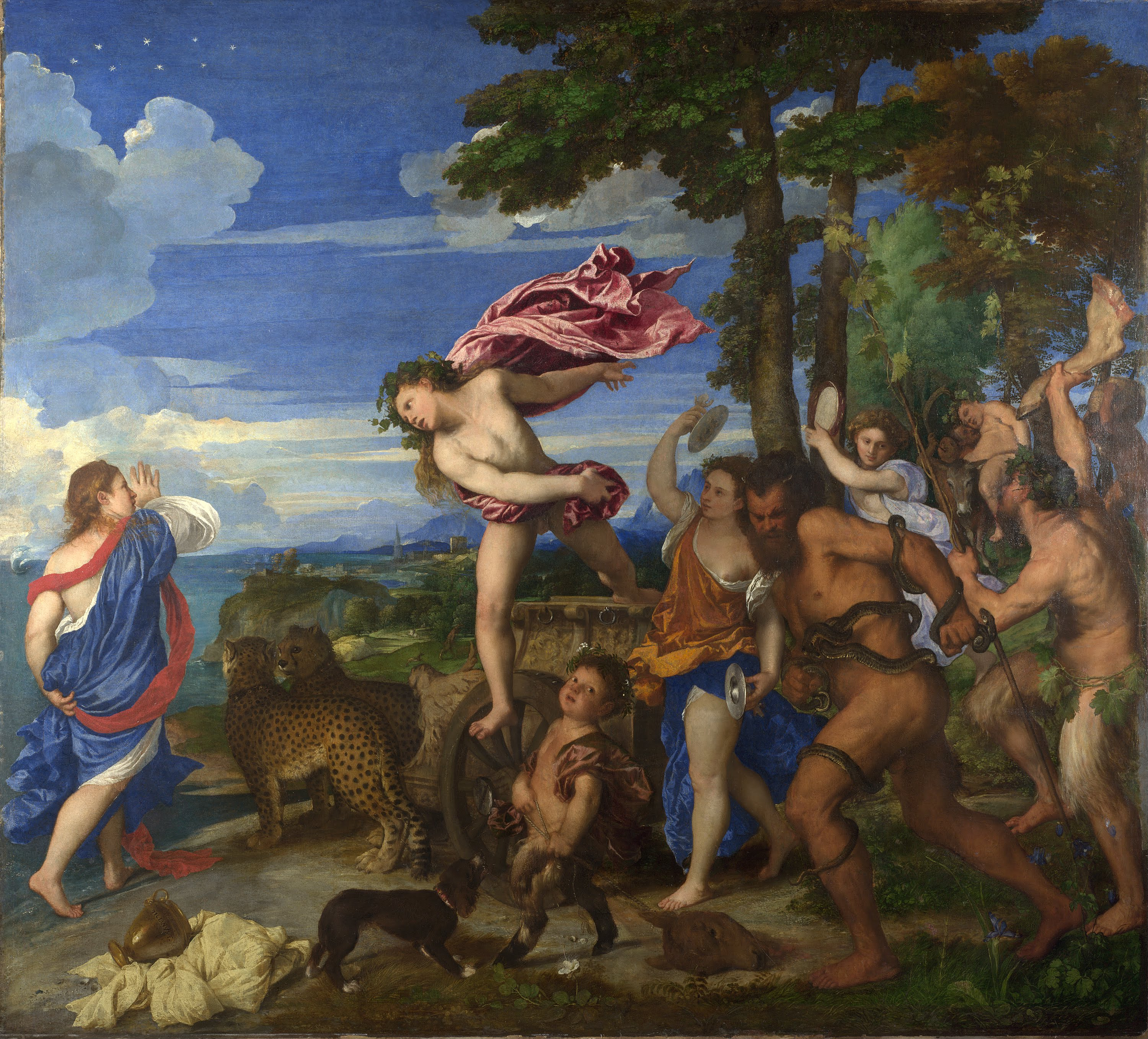
Baccanale con Bacco e Arianna, Tiziano

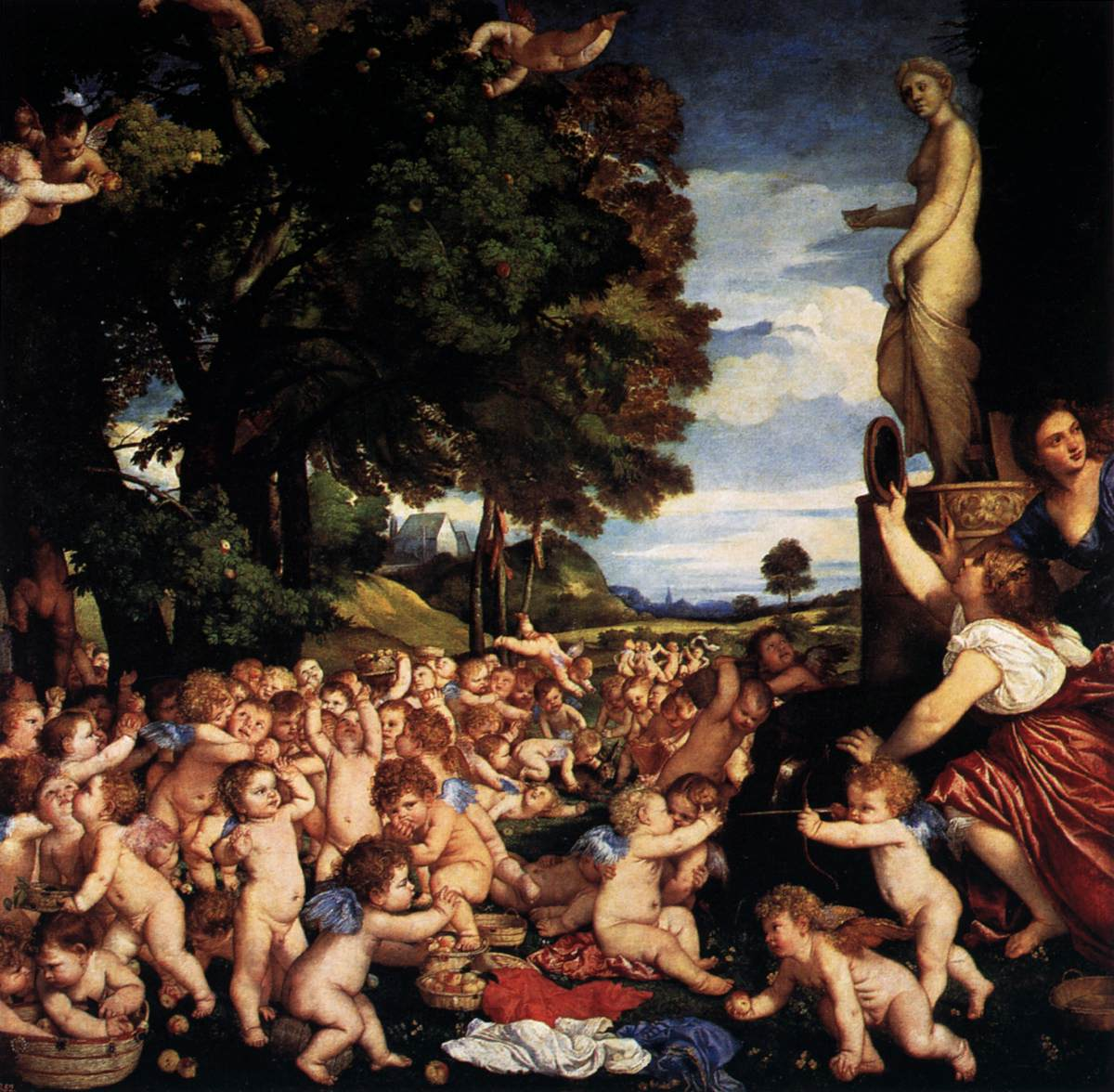
Baccanale con la festa di Venere, Tiziano

- Francesco Albani, Paesaggio con l'Assunzione della Vergine, olio su tela, 121 × 189,5 cm, (una delle cosiddette Lunette Aldobrandini), Galleria Doria Pamphilj, Roma
- Francesco Albani, Paesaggio con la Visitazione, olio su tela, 93,5 × 126,5 cm, (una delle cosiddette Lunette Aldobrandini), Galleria Doria Pamphilj, Roma
- Francesco Albani, Paesaggio con l'adorazione dei Pastori, olio su tela, 94 × 127 cm, (una delle cosiddette Lunette Aldobrandini), Galleria Doria Pamphilj, Roma
- Francesco Albani, Paesaggio con l'Adorazione dei Magi, olio su tela, 122 × 230 cm, (una delle cosiddette Lunette Aldobrandini), Galleria Doria Pamphilj, Roma
- Francesco Albani, Sacra Famiglia con le sante Caterina e Cecilia, olio su lavagna, 26,2 × 18,2 cm, Galleria Doria Pamphilj, Roma
- Mariotto Albertinelli, Giuditta con la testa di Oloferne, olio su tavola, 79,3 × 60 cm, Galleria Doria Pamphilj, Roma
- Alessandro Allori, Andata al Calvario, olio su tavola, 58 × 48,8 cm, Galleria Doria Pamphilj, Roma
- Alessandro Allori, Madonna col Bambino e sant'Elisabetta, olio su tavola , 144×120 cm, 1603, Museo Condé, Chantilly
- Marco Baisati, San Sebastiano, olio su tavola, 148,4 × 62,8 cm, Galleria Doria Pamphilj, Roma
- Francesco Bassano, Cena in Emmaus, olio su tela, 93,5 × 116,4 cm, Galleria Doria Pamphilj, Roma
- Francesco Bassano, Adorazione dei pastori, olio su tela, 81 × 115 cm, Galleria Borghese, Roma
- Francesco Bassano, Adorazione dei pastori, Galleria Doria Pamphilj, Roma
- Francesco Bassano (e bottega), Gesù scaccia i mercanti dal tempio, olio su tela, 96,5 × 138,5 cm, Galleria Doria Pamphilj, Roma
- Jacopo Bassano (cerchia di), Ritorno del figliol prodigo, olio su tela, 98,5 × 126 cm, Galleria Doria Pamphilj, Roma
- Domenico Beccafumi, San Girolamo penitente, olio su tavola, 49 × 35,5 cm, Galleria Doria Pamphilj, Roma
- Domenico Beccafumi, Nozze mistiche di santa Caterina con san Giovannino e santi, olio su tavola, 94 cm diametro, Galleria Doria Pamphilj, Roma
- Domenico Beccafumi, Cornelia, olio su tavola, 96,5 × 53,2 cm, Galleria Doria Pamphilj, Roma
- Barthel Beham (bottega di), Ritratto di Ludovico X di Baviera, olio su tavola, 45 × 33 cm, 1530, Galleria Borghese, Roma
- Giovanni Bellini, Festino degli dei, olio su tela, 170 × 188 cm, 1514, National Gallery of Art, Washington (dapprima confluito nel 1682 per lascito ereditario nella collezione Pamphilj, poi acquisito dalla famiglia Borghese)
- Giovanni Bellini e bottega, Madonna col Bambino e san Giovanni Battista, olio su tavola, 75,5 × 60,6 cm, 1500 ca., Galleria Doria Pamphilj, Roma
- Bramantino, San Sebastiano, olio su tavola, 80,8 × 58,6 cm, 1515-1516 ca., collezione privata, Milano
- Paul Bril, Paesaggio fantastico, olio su tela, 78 × 106 cm, inizio XVII secolo, Galleria Borghese, Roma
- Paul Bril, Paesaggio fantastico, olio su tela, 66 × 90 cm, inizio XVII secolo, Galleria Borghese, Roma
- Jan Brueghel il Vecchio, Paradiso terrestre con la creazione di Adamo ed Eva, olio su rame, 26,5 × 35 cm, Galleria Doria Pamphilj, Roma
- Caravaggio, Maddalena penitente, 1593-1597, 122 × 98,5 cm, olio su tela, gran parte della critica recente smentisce che possa essere identificabile con quella alla Galleria Doria-Pamphilj, Roma[25]
- Caravaggio, Marta e Maria Maddalena, 1598 ca., 100 × 134,5 cm, olio su tela, Institute of Arts, Detroit
- Caravaggio, Riposo durante la fuga in Egitto, 1594-1596, 135,5 × 166,5 cm, olio su tela, gran parte della critica recente smentisce che possa essere identificabile con quello alla Galleria Doria-Pamphilj, Roma[25]
- Annibale Carracci, Domine, quo vadis?, 1601, olio su tavola, 77 × 56 cm, National Gallery, Londra
- Annibale Carracci, Incoronazione di Maria, olio su tela, 117 × 141,3 cm, 1595-1597, Metropolitan Museum, New York
- Annibale Carracci, Paesaggio con la fuga in Egitto (una delle cosiddette Lunette Aldobrandini), Galleria Doria Pamphilj, Roma
- Annibale Carracci, Paesaggio con la Sepoltura di Cristo, olio su tela, 120,5 × 189 cm, (una delle cosiddette Lunette Aldobrandini), Galleria Doria Pamphilj, Roma
- Ludovico Carracci, San Sebastiano, olio su tela, 156 × 113 cm, Galleria Doria Pamphilj, Roma
- Ludovico Carracci, Madonna col Bambino e i santi Elena e Bernardino, olio su tela, 96,5 × 78,5 cm, Galleria Doria Pamphilj, Roma
- Cavalier d'Arpino, Davide con la testa di Golia, collezione Koelliker, Milano
- Jacopino del Conte, Cleopatra, olio su lavagna, 81 × 56 cm, seconda metà XVI secolo, Galleria Borghese, Roma
- Correggio, Allegoria della Virtù (bozzetto), Galleria Doria Pamphilj, Roma
- Correggio, Madonna col Bambino e san Giovannino, olio su tela, 68,5 × 56,8 cm, 1520-1530, Szépmûvészeti Múzeum, Budapest
- Correggio, Noli me tangere, 1523-1524 ca., olio su tela, 130 × 103 cm, Museo del Prado, Madrid (dapprima passato in collezione Pamphilj, donato da Olimpia al cardinale Ludovico nel 1621)
- Gerard David e bottega, Paesaggio con riposo durante la fuga in Egitto, olio su tavola, 49,7 × 35,8 cm, Galleria Doria Pamphilj, Roma
- Domenichino, Apollo che scuoia Marsia, affresco staccato trasportato su tela, 210,2 × 331,4 cm, 1616-1618, National Gallery, Londra
- Domenichino, Apollo che uccide Coronide, affresco staccato trasportato su tela, 1616-1618, National Gallery, Londra
- Domenichino, Apollo che uccide Pitone, affresco, 1616-1618, villa Aldobrandini, Frascati
- Domenichino, Apollo con la testa di Orfeo, affresco, 1616-1618, villa Aldobrandini, Frascati
- Domenichino, Apollo e Dafne, affresco staccato trasportato su tela, 189,2 × 311,8 cm, 1616-1618, National Gallery, Londra
- Domenichino, Apollo e Nettuno consigliano a Laomedonte la costruzione di Troia, affresco staccato trasportato su tela, 1616-1618, National Gallery, Londra
- Domenichino, Apollo uccide i ciclopi, affresco staccato trasportato su tela, 312 × 190 cm, 1616-1618, National Gallery, Londra
- Domenichino, Assunzione della Vergine, olio su rame ottagonale, chiesa di Santa Maria in Trastevere, Roma
- Domenichino, Caccia di Diana, olio su tela, 222 × 315 cm, 1617, Galleria Borghese, Roma (commissionata dal cardinale Pietro Aldobrandini, non giunse mai realmente nella raccolta, ma fu sin da subito requisita da Scipione Borghese per la sua collezione)
- Domenichino, Giudizio di Mida, affresco staccato trasportato su tela, 224 × 267 cm, 1616-1618, National Gallery, Londra
- Domenichino, Mercurio ruba le mandrie di Admeto custodite da Apollo, affresco staccato trasportato su tela, 1616-1618, National Gallery, Londra
- Domenichino, Paesaggio con Abramo e Isacco, olio su rame, 1602, Kimbell Art Museum, Fort Worth
- Domenichino, Paesaggio con Battesimo di Cristo, olio su tela, 121 × 170 cm, 1600-1641, Knoedler and Co., Zurigo
- Domenichino, Paesaggio con guado, olio su tela, 47 × 59,5 cm, Galleria Doria Pamphilj, Roma
- Domenichino, San Girolamo nel deserto, olio su tela, 51,1 × 39,8 cm, National Gallery, Londra
- Domenichino, Trasformazione di Ciparisso, affresco staccato trasportato su tela, 80,3 × 120 cm, 1616-1618, National Gallery, Londra
- Dosso Dossi, Adorazione del Bambino, olio su tavola, 50 × 32 cm, 1519 ca., Galleria Borghese, Roma
- Dosso Dossi, Didone, olio su tela, 95,5 × 75 cm, 1519 ca., Galleria Doria Pamphilj, Roma
- Dosso Dossi, Ritratto d'uomo con ramo di alloro e prugne, olio su tela, 90,8 × 80,2 cm, 1520-1530, Galleria Doria Pamphilj, Roma
- Evangelista Dossi, Natività, olio su tavola, 44 × 29 cm, 1520-1530 ca., Galleria Borghese, Roma
- Pier Francesco Foschi, Tobiolo e l'angelo, tempera su tavola, 80 × 50 cm, Galleria Borghese, Roma
- Niccolò Frangipane, Cristo portacroce e la Veronica, olio su tela, 58 × 76 cm, Galleria Doria Pamphilj, Roma
- Benvenuto Tisi da Garofalo, Donna alla toeletta, olio su tela, 96 × 82,5 cm, 1520-1549, collezione privata, New York
- Benvenuto Tisi da Garofalo, Madonna col Bambino e i santi Pietro e Paolo, olio su tavola, 40 × 28 cm, Galleria Borghese, Roma
- Benvenuto Tisi da Garofalo, Sacra Famiglia con i santi Giovannino ed Elisabetta, olio su tavola, 38 × 51 cm, 1520-1530 ca., Galleria Doria Pamphilj, Roma
- Benvenuto Tisi da Garofalo, Sacra Famiglia e i santi Zaccaria, Elisabetta e Giovannino in Gloria, adorati dai santi Francesco e Bernardino, olio su tela, 92 × 46 cm, 1530 ca., Galleria Doria Pamphilj, Roma
- Bartolomeo Ghetti, Tobia e l'arcangelo Raffaele, olio su tavola, 98,9 × 66,6 cm, Galleria Doria Pamphilj, Roma
- Ridolfo del Ghirlandaio, Ritratto di giovane, olio su tavola, 30 × 24 cm, Galleria Borghese, Roma
- Giorgione (già attribuito), Ritratto di uomo con rosa e spilla, olio su tela, 107 × 90 cm, Galleria Doria Pamphilj, Roma
- Giorgione (seguace di), Omaggio a un poeta, olio su tela, 59,7 × 48,9 cm, 1506-1510, National Gallery, Londra
- Guercino, Paesaggio al chiaro di luna, olio su tela, 55,5 × 71,5 cm, 1615-1616, Nationalmuseum, Stoccolma[36]
- Guercino, Sansone dà il miele ai genitori, olio su tela, 101 × 116,2 cm, 1657-1658, The Fine Arts Museums, San Francisco
- Lorenzo Lotto, Ritratto di gentiluomo, olio su tela, 118 × 105 cm, 1533-1539, Galleria Borghese, Roma
- Lorenzo Lotto, Ritratto di gentiluomo trentasettenne, olio su tela, 95 × 80 cm, 1543, Galleria Doria Pamphilj, Roma
- Andrea Mantegna, Adorazione dei pastori, tempera su tavola trasferita su tela, 40 × 55,6 cm, 1450-1451, Metropolitan Museum of Art, New York
- Andrea Mantegna, Orazione nell'orto, tempera su tavola, 63 × 80 cm, 1455, National Gallery, Londra
- Ludovico Mazzolino, Adorazione dei magi, olio su tavola, 40 × 30 cm, 1522 ca., Galleria Borghese, Roma
- Ludovico Mazzolino, Compianto sul corpo di Cristo, olio su tavola, 53 × 39,5 cm, 1522 ca., Galleria Doria Pamphilj, Roma
- Ludovico Mazzolino, Cristo e i Dottori, olio su tavola, 44,8 × 34,2 cm, 1520, Galleria Doria Pamphilj, Roma
- Ludovico Mazzolino, Incredulità di san Tommaso, olio su tavola, 38 × 29 cm, 1521 ca., Galleria Borghese, Roma
- Ludovico Mazzolino, Natività, olio su tavola. 40 × 50 cm, 1506-1507, Galleria Borghese, Roma
- Ludovico Mazzolino, Passaggio del Mar Rosso, olio su tavola. 124 × 157 cm, 1521, National Gallery of Ireland, Dublino
- Ludovico Mazzolino, Strage degli innocenti, olio su tavola, 137,8 × 113,2 cm, 1515 ca., Galleria Doria Pamphilj, Roma
- Antonello da Messina, Ritratto di ignoto, Galleria Borghese, Roma
- Bartolomeo Montagna, Cristo giovinetto, olio su tavola, 24 × 20 cm, ante 1500, Galleria Borghese, Roma
- Parmigianino, Natività, Galleria Doria Pamphilj, Roma (passato in collezione Pamphilj col lascito post mortem del 1682 di Olimpia)
- Parmigianino, Madonna col Bambino, olio su tavola, 59 × 34 cm, 1525 circa, Galleria Doria Pamphilj, Roma
- Niccolò Pisano, Madonna col Bambino in trono tra san Francesco, sant'Antonio e due donatori, olio su tela, 200 × 112 cm, XVI secolo, Musée Condé, Chantilly
- Fra' Paolino da Pistoia (copia da Raffaello), Sacra Famiglia con san Giovannino e due angeli, olio su tavola, 135,4 × 107 cm, Galleria Doria Pamphilj, Roma
- Il Pordenone (attribuito), Giuditta, olio su tela, 95 × 78 cm, 1516-150, Galleria Borghese, Roma
- Sebastiano del Piombo, Cristo portacroce, olio su tavola, 93,9 × 71,2 cm, Galleria Doria Pamphilj, Roma
- Raffaellino del Colle (attribuito a, copia da Raffaello, Fornarina, olio su tavola, 86 × 58 cm, 1518-1519, Galleria Borghese, Roma
- Raffaello, Ritratto di Andrea Navagero e Agostino Beazzano, Galleria Doria Pamphilj, Roma
- Raffaello, Dama col liocorno, olio su tavola, 65 × 51 cm, 1505-1506 ca., Galleria Borghese, Roma
- Raffaello, Santa Caterina d'Alessandria, National Gallery, Londra
- Raffaello, Madonna Aldobrandini, olio su tavola, 39 × 33 cm, 1510 circa, National Gallery, Londra
- Raffaello, Madonna dei Candelabri, Walters Art Gallery, Baltimora
- Raffaello, Madonna del Passeggio, National Gallery, Edimburgo (dapprima passato in collezione Ludovisi, donato da Olimpia al cardinale Ludovico nel 1621)
- Raffaello (copia da), Ritratto di Isabella de Requesens?, olio su tavola, 127,7 × 99 cm, 1520-1525, Galleria Doria Pamphilj, Roma
- Guido Reni, Madonna che adora il Bambino, olio su tela, 92,5 × 110,5 cm, 1625-1627, Galleria Doria Pamphilj, Roma
- Orazio Riminaldi, Giunone mette gli occhi di Argo nella coda del pavone, olio su tela, 220 × 147 cm, 1620-1627, Galleria Doria Pamphilj, Roma
- Francesco Salviati, Conversione di san Paolo, olio su tavola, 86 × 147,2 cm, Galleria Doria Pamphilj, Roma
- Carlo Saraceni, San Rocco curato dall'angelo, olio su tela, 190,5 × 127,5 cm, Galleria Doria Pamphilj, Roma
- Carlo Saraceni, San Giovanni Battista, olio su tela, 190 × 125 cm, Galleria Doria Pamphilj, Roma
- Ippolito Scarsella, Madonna col Bambino, san Giovannino e san Giuseppe, olio su tavola, 37 × 26 cm, 1575-1592, Galleria Borghese, Roma
- Ippolito Scarsella, Ultima cena, olio su tela, 54 × 74 cm, 1605 ca., Galleria Doria Pamphilj, Roma
- Lionello Spada, Concerto, olio su tela, 138 × 177 cm, secondo decennio XVII secolo, Galleria Borghese, Roma
- Antonio Tempesta, Paesaggio del Mar Rosso, olio su alabastro fiorito, 40,5 × 53,8 cm, Galleria Doria Pamphilj, Roma
- Tintoretto, Ritratto di prelato, olio su tela, 121 × 102 cm, 1560-1565, Galleria Doria Pamphilj, Roma
- Tiziano, Baccanale degli Andrii, olio su tela, 175 × 193 cm, 1523-1526, Museo del Prado, Madrid (dapprima passato in collezione Ludovisi, donato da Olimpia al cardinale Ludovico nel 1621)
- Tiziano, Baccanale con Bacco e Arianna, olio su tela, 176,5 × 191 cm, 1520-1523, National Gallery, Londra (dapprima confluito nel 1682 per lascito ereditario nella collezione Pamphilj, poi acquisito dalla famiglia Borghese)
- Tiziano, Baccanale con la festa di Venere, olio su tela, 172 × 175 cm, 1518-1519, Museo del Prado, Madrid (dapprima passato in collezione Ludovisi, donato da Olimpia al cardinale Ludovico nel 1621)
- Tiziano, Cristo flagellato, olio su tela, 87 × 62 cm, Galleria Borghese, Roma
- Tiziano, Ritratto di gentiluomo, olio su tela, 82,5 × 64,8 cm, 1520-1525 ca., collezione duca di Northumberland, Alnwick
- Tiziano, Salomé con la testa del Battista, olio su tela, 89,5 × 73 cm, 1515 ca., Galleria Doria Pamphilj, Roma
- Tiziano e bottega, Spagna che aiuta Religione, olio su tela, 166 × 174 cm, Galleria Doria Pamphilj, Roma
- Tiziano (?), Ritratto d'uomo con libro , olio su tela, 117 × 87 cm, 1530-1540, Galleria Doria Pamphilj, Roma
- Tiziano (copia da), Maddalena penitente (versione Capodimonte), olio su tela, 98,5 × 77,5 cm, Galleria Doria Pamphilj, Roma
- Tiziano (copia da), Maddalena penitente (versione Pitti), olio su tela, 86,5 × 67,5 cm, Galleria Doria Pamphilj, Roma
- Antonio Palma, Ritorno del figliol prodigo, olio su tela, 108 × 196 cm, Galleria Borghese, Roma
- Perin del Vaga, Sacra Famiglia, olio su tela, 10 × 9,1 cm, 1539-1540, Musée Condé, Chantilly
- Giorgio Vasari, Natività, olio su avola, 105 × 77 cm, 1546 ca., Galleria Borghese, Roma
- Veronese e bottega, Deposizione dalla Croce, olio su tela, 64,5 × 86,5 cm, Galleria Doria Pamphilj, Roma
- Veronese, Andata al Calvario, olio su tela, 57,8 × 75 cm, Galleria Doria Pamphilj, Roma
- Jacob Ferdinand Voet, Ritratto di Olimpia Aldobrandini Pamphilj, olio su tela, 78,8 × 62,5 cm, Galleria Doria Pamphilj, Roma
- Jacob Ferdinand Voet, Ritratto di Olimpia Aldobrandini Pamphilj (?) a figura intera, olio su tela, 211 × 140 cm, Galleria Doria Pamphilj, Roma
- Daniele da Volterra, Sacra Famiglia con san Giovannino, olio su tavola, 77,7 × 59,5 cm, Galleria Doria Pamphilj, Roma

## Albero genealogico degli eredi della collezione
Segue un sommario albero genealogico degli eredi della collezione Aldobrandini, dove sono evidenziati in grassetto gli esponenti della famiglia che hanno ereditato, custodito, o che comunque sono risultati influenti nelle dinamiche inerenti alla collezione d'arte. Per semplicità, il cognome Aldobrandini viene abbreviato a "A.".
|                          | | | | |                                                                                            |                               |
|                          | | | Silvestro A. | |                                                                                            |                               |
|                          | | | | |                                                                                            |                               |
|                          | | | | |                                                                                            |                               |
|                          | Papa Clemente VIII (1536-1605) (nato Ippolito A.) | Papa Clemente VIII (1536-1605) (nato Ippolito A.) | Pietro senior A. | Pietro senior A. | ...e altri 5 fratelli/sorelle                                                              | ...e altri 5 fratelli/sorelle |
|                          | | | | |                                                                                            |                               |
|                          | | | | |                                                                                            |                               |
|                          | | Olimpia A. (1567-1637) (sposò un esponente collaterale del casato, Giovanni Francesco Aldobrandini, I principe di Meldola e Sarsina) | Olimpia A. (1567-1637) (sposò un esponente collaterale del casato, Giovanni Francesco Aldobrandini, I principe di Meldola e Sarsina)                                                                                  | Pietro A. (1571-1621) (cardinal nipote, fu l'artefice della collezione d'arte di famiglia)                                                     | Pietro A. (1571-1621) (cardinal nipote, fu l'artefice della collezione d'arte di famiglia) |                               |
|                          | | | | |                                                                                            |                               |
|                          | | | | |                                                                                            |                               |
| Silvestro A. (1590-1612) | Silvestro A. (1590-1612) | Giovan Giorgio A. (1591-1637) (II principe di Meldola e Sarsina; sposò Ippolita Ludovisi, figlia di Orazio, sorella di Niccolò I, principe di Piombino, e del cardinale Ludovico, nonché nipote di papa Gregorio XV))                                                    | Giovan Giorgio A. (1591-1637) (II principe di Meldola e Sarsina; sposò Ippolita Ludovisi, figlia di Orazio, sorella di Niccolò I, principe di Piombino, e del cardinale Ludovico, nonché nipote di papa Gregorio XV)) | Ippolito A. (1596-1638) (cardinale) | Ippolito A. (1596-1638) (cardinale)                                                        |                               |
|                          | | | | |                                                                                            |                               |
|                          | | | | |                                                                                            |                               |
|                          | | Olimpia A. (1623-1681) (ultimo esponente del casato, sposò in prime nozze Paolo Borghese e in seconde Camillo Francesco Pamphilj; alla sua morte la collezione fu divisa tra i figli dei due matrimoni, Giovan Battista Borghese e Giovan Battista e Benedetto Pamphilj) | | |                                                                                            |                               |
|                          | | | | |                                                                                            |                               |
|                          | | | | |                                                                                            |                               |
|                          | Collezione Borghese (vi confluì un numero contenuto di opere della collezione A. di Olimpia) | Collezione Borghese (vi confluì un numero contenuto di opere della collezione A. di Olimpia) | Collezione Pamphilj (vi confluirono gran parte delle opere della collezione A., i titoli e successi del casato nonché le proprietà di Olimpia)                                                                        | Collezione Pamphilj (vi confluirono gran parte delle opere della collezione A., i titoli e successi del casato nonché le proprietà di Olimpia) |                                                                                            |                               |
|                          | | | | |                                                                                            |                               |
|                          | | | | |                                                                                            |                               |
|                          | Con l'estinzione della famiglia nel 1760, i successi A. furono rivendicati dalla famiglia Borghese; nel 1769 questi acquisirono un altro importante numero di opere già in collezione A. nonché la villa di Frascati. Nel 1816 Camillo A., nato Borghese, ricostituì il ramo. | | | |                                                                                            |                               |